# Elvis Presley

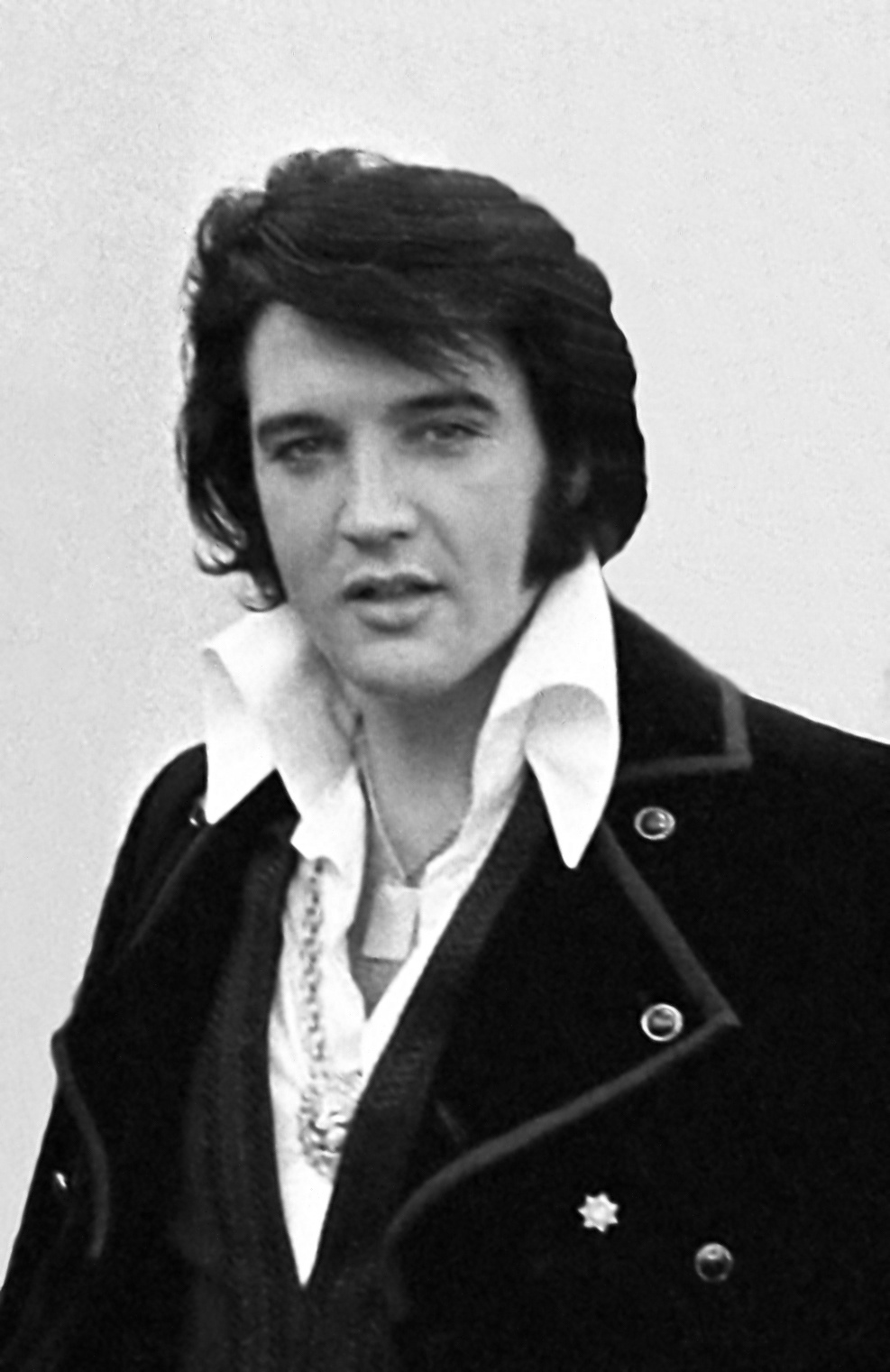
Elvis Presley (1970)

Elvis Aaron Presley (* 8. Januar 1935 in Tupelo, Mississippi; † 16. August 1977 in Memphis, Tennessee), häufig nur Elvis genannt, war ein US-amerikanischer Sänger, Musiker und Schauspieler. Er gilt als einer der wichtigsten Vertreter der Rock- und Popkultur des 20. Jahrhunderts und wird oft als „King of Rock ’n’ Roll“ oder einfach als „The King“ bezeichnet. Eine weitere Betitelung war früher auch „Elvis the Pelvis“, was seinem Hüftschwung bei den Auftritten zu verdanken war. Elvis Presley gilt mit wahrscheinlich über einer Milliarde verkauften Tonträgern als der erfolgreichste Solokünstler aller Zeiten.
Aus finanziell ärmlichen Verhältnissen stammend, begann er seine Karriere 1954 als einer der ersten Musiker der Rockabilly-Bewegung, einer Fusion von „weißer“ Country-Musik und „schwarzem“ Rhythm and Blues. Seinen Durchbruch hatte er 1956, als er zur kontrovers diskutierten Identifikationsfigur der Rock-’n’-Roll-Bewegung wurde. Für Furore sorgte er mit seinen ausgesprochen körperbetonten Bühnenauftritten in einer Zeit, in der dies noch nicht zum Standardrepertoire weißer Live-Entertainer gehörte. Presleys Markenzeichen, mit denen er in unterschiedlichen Genres wie Rock, Pop, Country, Gospel und Blues erfolgreich war, waren seine markante, annähernd drei Oktaven umfassende Stimme und sein innovativer, emotionsgeladener Gesangsstil.
Bis 1978 wurde Presley 14 Mal für den Grammy nominiert, den er drei Mal für seine Gospelinterpretationen gewann. Im Alter von 36 Jahren wurde er als bis dahin jüngster Künstler mit dem Lifetime Achievement Award ausgezeichnet. Er ist neben Michael Jackson als einziger Künstler in fünf Halls of Fame vertreten: Rock ’n’ Roll, Rockabilly, Country, Blues und Gospel. Ferner wurden sechs seiner Songinterpretationen als historisch besonders bedeutsam in die Grammy Hall of Fame aufgenommen. Laut der Recording Industry Association of America (RIAA) erhielten insgesamt 101 seiner Alben eine Goldene Schallplatte in den USA, was ebenfalls einen Rekord darstellt (Stand: April 2025). Die RIAA zeichnete ihn wiederholt als „Best Selling Solo Artist in U.S. History“ aus.
In den amerikanischen Billboard-Charts erreichte Presley mit 15 Alben und 16 EPs den ersten Platz. Er ist als einziger Musiker in der US-amerikanischen Chartgeschichte mit Nummer-eins-Hits sowohl in Billboards Pop- (18) als auch Country- (11), Rhythm-&-Blues- (6) sowie Adult-Contemporary-Charts (7) vertreten und führt bis heute Billboards „Liste der 500 erfolgreichsten Künstler ab 1955“ an.
Zwischen 1956 und 1969 wirkte er zudem in 31 Spielfilmen mit. Von 1969 bis zu seinem plötzlichen Herztod im August 1977 gab er mehr als 1100 Konzerte. Presleys Lebensgeschichte war Stoff für über 1000 Bücher und wurde in zahlreichen Spielfilmen, Fernsehproduktionen und Dokumentarfilmen behandelt. Sein Nachwirken ist Forschungsgegenstand.

## Biografie

### Kindheit und Jugend (1935–1953)
Elvis Aaron Presley wurde 1935 in East Tupelo, Mississippi, als Sohn des Landarbeiters Vernon Elvis Presley (* 10. April 1916; † 26. Juni 1979) und der Textilarbeiterin Gladys Love Smith (* 25. April 1912; † 14. August 1958) geboren. Sein Zwillingsbruder Jesse Garon kam tot zur Welt.
Die Vorfahren Presleys waren überwiegend westeuropäischer Herkunft: Väterlicherseits stammte er von deutschen oder schottischen Einwanderern, mütterlicherseits von schottisch-irischen und französischen Ahnen ab; eine Ururgroßmutter war Cherokee.
Elvis Presley wuchs als geliebtes und behütetes Einzelkind auf. Eltern und Sohn bildeten einen ungewöhnlich engen Familienverbund, soziale Kontakte spielten sich in erster Linie im Kreis der Familie und der unmittelbaren Nachbarschaft ab. Sie waren nicht wohlhabend und mussten sich oft auf Nachbarn oder staatliche Unterstützung verlassen, um ihren Lebensunterhalt zu bestreiten.

### Frühe musikalische Einflüsse in Tupelo

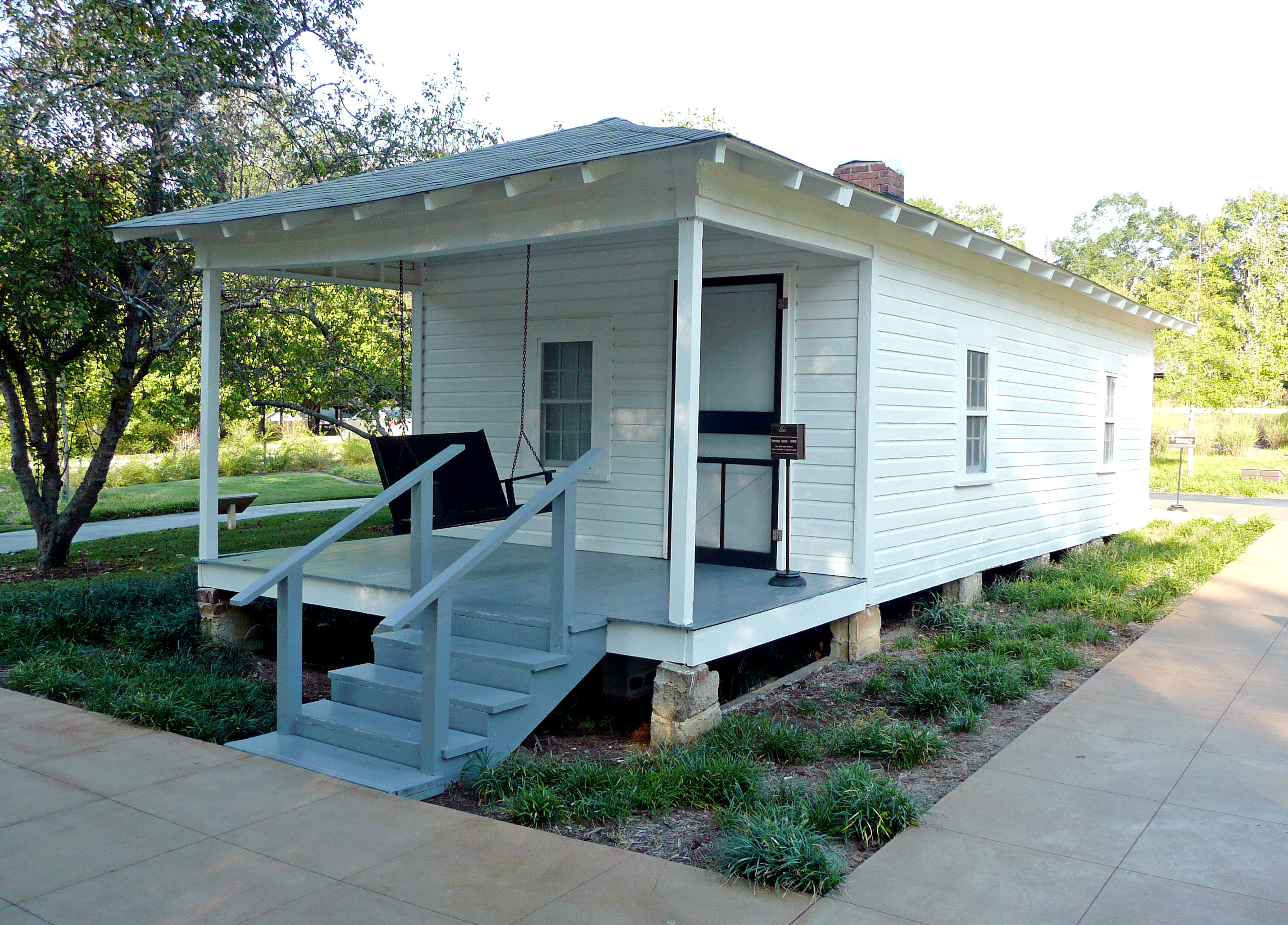
Das Geburtshaus von Elvis Presley in Tupelo, Mississippi

Für teure Freizeitaktivitäten war kein Geld da, nur wenige Menschen besaßen ein Radio, um das man sich in Gruppen scharte, um vor allem die Country-Stars der Grand Ole Opry zu hören. Oft sorgten die Presleys für ihre eigene Unterhaltung, indem sie mit Freunden Gospels sangen, in die ihr Sohn schon als Kleinkind einstimmte.
Ein Onkel von Gladys Presley war Prediger in der Assembly of God Church, die die Presleys regelmäßig besuchten und in der Musik eine große Rolle spielte. Hier sang Elvis Presley schon früh im Chor. Auf das Gesangstalent des ansonsten durchschnittlichen und schüchternen Schülers wurde eine Grundschullehrerin aufmerksam, auf deren Initiative hin der Zehnjährige 1945 anlässlich der Mississippi-Alabama Fair and Dairy Show in Tupelo an einem Radio-Talentwettbewerb teilnahm. Nach diesem Auftritt, bei dem er mit dem a cappella gesungenen Stück Old Shep den fünften Platz belegte, bekam er von seinen Eltern die erste Gitarre geschenkt.
Etwa zu derselben Zeit fand Presleys Leidenschaft für Musik weitere Nahrung in seiner Bewunderung für den Country-Musiker Carvel Lee Ausborn. Dieser hatte es als „Mississippi Slim“ mit einem eigenen Programm beim örtlichen Radiosender WELO zu lokaler Berühmtheit gebracht. Presley konnte sein musikalisches Vorbild dazu bringen, ihn in der Talentshow seiner Radiosendung singen zu lassen und ihm Gitarrenunterricht zu geben.
1946/47 zogen die Presleys innerhalb Tupelos mehrfach um, da sie die Hypothek für ihr Haus und die Miete für folgende Unterkünfte nicht regelmäßig zahlen konnten. So wohnte die Familie trotz strenger Rassentrennungsgesetze zeitweise in einem Stadtviertel Tupelos, in dessen unmittelbarer Nachbarschaft viele Afroamerikaner lebten. In dieser Zeit freundete Presley sich mit einem schwarzen Nachbarsjungen an, mit dem er – begeistert von der Gospelmusik – regelmäßig afroamerikanische Gottesdienste besuchte, um dort mitzusingen. Heimliche Ausflüge in die Vergnügungsviertel der schwarzen Bevölkerung Tupelos weckten zudem seine Faszination für den Blues.

### Neuanfang in Memphis
In der Hoffnung auf eine wirtschaftlich bessere Zukunft zogen die Presleys 1948 nach Memphis in Tennessee. Sie lebten dort zunächst erneut in verschiedenen Pensionen, bis sie die Berechtigung erhielten, ein Apartment in den Lauderdale Courts zu beziehen, einem Viertel des sozialen Wohnungsbaus in der Innenstadt von Memphis, speziell errichtet für Weiße mit niedrigem Einkommen. Memphis hatte zu dieser Zeit eine sehr lebendige lokale Radioszene, in der „weiße“ und „schwarze“ Radioprogramme nebeneinander existierten.
In seinem vorletzten Schuljahr an der Humes High School in Memphis begann Presley sich äußerlich zu verändern, indem er auffällige Kleidung im Stil der Afroamerikaner und lange, schwarz gefärbte Haare mit Koteletten trug. Zudem begeisterte er sich zunehmend für die Gospelquartette der Blackwood Brothers und der Statesmen. Besonders die Statesmen hatten es ihm angetan, die durch ihren emotionalen Gesangsstil, eine mitreißende Bühnenshow und den charismatischen Leadsänger Jake Hess auffielen. Auch ging Presley in dieser Zeit regelmäßig zu den All Night Gospel Singings. Sonntags war er mit anderen weißen Teenagern in der East Trigg Baptist Church von Reverend William Brewster auf der Empore – getrennt von den schwarzen Gemeindemitgliedern – zu finden, wo er dem lebhaften Black Gospel lauschte.
Der junge Presley begeisterte sich nicht nur für Gospel-Quartette, Blues und Country (z. B. Sonny James oder Roy Acuff), sein vielseitiges musikalisches Interesse galt auch Künstlern wie den Ink Spots, Perry Como, Dean Martin, Mario Lanza, Roy Hamilton und Klassik der Metropolitan Opera. Kurz bevor Presley im Juni 1953 seinen High-School-Abschluss machte, nahm er an einem Talentwettbewerb seiner Schule teil, bei dem er mit seiner Gesangsdarbietung – wiederum mit Old Shep – den 1. Platz belegte.

### Die Anfänge bei Sun Records (1953–1955)
Unmittelbar nach Erhalt seines Abschlusszeugnisses von der High-School nahm Presley einen Job bei einem kleinen Maschinenreparaturservice in Memphis an. Mit dem ersten Gehalt in der Tasche führte ihn sein Weg im Juni 1953 zu Sam Phillips’ Memphis Recording Service, einem professionellen Aufnahmestudio, wo jeder Kunde für einige Dollar eine eigene Platte aufnehmen konnte. Studioinhaber Sam Phillips hatte sich 1950 an der Union Avenue in Memphis niedergelassen und betrieb in den Räumlichkeiten auch sein Plattenlabel Sun Records, unter dem er erfolgreich vornehmlich schwarze R&B-Musiker wie Howlin’ Wolf, B. B. King, Junior Parker und Joe Hill Louis vermarktete.
Bei Presleys erstem Besuch in Phillips’ Aufnahmestudio am 18. Juli 1953 traf er zunächst nur auf dessen Assistentin, der er erzählte, er wolle eine Platte als Geschenk für seine Mutter aufnehmen. Marion Keisker war von der gesanglichen Intensität der aufgenommenen Balladen My Happiness und That’s When Your Heartache Begins (beides Hits der Gruppe The Ink Spots) beeindruckt und notierte sich Namen sowie Adresse des jungen Künstlers. Bei einer Auktion am 8. Januar 2015 anlässlich Presleys 80. Geburtstag erzielte ein Original dieser Schallplatte einen Preis von 300.000 US-Dollar.
Ende 1953 nahm Presley einen Job als LKW-Fahrer bei der Firma Crown Electric an, für die er Material zu Baustellen fuhr, auf denen er auch den dort arbeitenden Elektrikern zur Hand ging. In seiner Freizeit verdiente er sich mit Live-Auftritten auf Partys von Schülern und Collegestudenten im Raum Memphis etwas dazu.

### Die Entstehung des Rockabilly-Sounds
Im Januar 1954 traf er bei seinem zweiten Besuch bei Sun Records Sam Phillips an und nahm – wieder auf eigene Kosten – die beiden Country-Songs I’ll Never Stand in Your Way und It Wouldn’t Be the Same Without You auf. Auch Phillips war beeindruckt und begann, den jungen Sänger zu fördern. Anfang Juli 1954 kam es zur ersten richtigen Aufnahmesession Presleys mit dem Gitarristen Scotty Moore und dem Bassisten Bill Black, die zu dieser Zeit versuchten, sich mit ihrer eigenen Band – den Starlite Wranglers – einen Namen zu machen.
Während dieser Session versuchte sich das Trio zunächst an einer ganzen Reihe von Country-Songs, ohne dabei einen eigenen Stil zu entwickeln. Erst als Presley in einer Pause Arthur „Big Boy“ Crudups Bluesnummer That’s All Right anstimmte und sie völlig neu interpretierte, war ein neuer Sound geboren. That’s All Right gilt als erster Rockabilly-Titel der Geschichte, wobei Rockabilly als Fusion von „schwarzem“ Rhythm & Blues und „weißem“ Country eine Spielart des Rock ’n’ Roll ist.
Sam Phillips eilte mit der Aufnahme zu dem nicht mit ihm verwandten Dewey Phillips, der einer der bekanntesten Discjockeys in den Südstaaten war und in Zeiten der Rassentrennung in einem eigentlich „weißen“ Radiosender in Memphis mit großem Erfolg Platten schwarzer Musiker auflegte. Die Hörerreaktionen auf That’s All Right kamen umgehend; es ging eine Flut von Anrufen und Telegrammen begeisterter Hörer ein, die dazu führten, dass Dewey Phillips die Platte in derselben Sendung noch mehrfach auflegte.
Nach dem Erfolg von That’s All Right musste schnell eine B-Seite für eine Single produziert werden. Die Wahl fiel auf eine Neuinterpretation von Bill Monroes Bluegrass-Stück Blue Moon of Kentucky, den das Trio durch Änderung von Takt und Geschwindigkeit in ein temperamentvolles Rockabilly-Stück verwandelte. Bis zum 19. Juli 1954, dem Tag, an dem That’s All Right und Blue Moon of Kentucky offiziell als A- und B-Seite der Single Nr. 209 bei Sun Records veröffentlicht wurden, waren bereits 6000 Bestellungen eingegangen.
Ende August 1954 stieg die Platte in die regionalen Billboard-Charts ein. Daraufhin wurde RCA Records in New York City ebenso auf den aufstrebenden Sänger und das Label aus Memphis aufmerksam wie Jim Denny, geschäftsführender Gesellschafter der Grand Ole Opry mit Kontakten zu Decca Records, ferner Ahmet Ertegün und Jerry Wexler von Atlantic Records.
Bei Sun Records entstanden 1954/55 weitere erfolgreiche Aufnahmen Presleys, darunter I Don’t Care If the Sun Don’t Shine, Baby Let’s Play House, Good Rocking Tonight, Mystery Train, I Forgot to Remember to Forget sowie das erst 1956 auf dem Album Elvis Presley veröffentlichte Blue Moon. Auch die Charterfolge blieben nicht aus. Nachdem Presley mit einigen Songs schon die Spitze der regionalen Country-Charts in Memphis erklommen hatte, konnte er nun auch in den landesweiten Billboard-Country-Charts überzeugen.

### The Hillbilly Cat & The Blue Moon Boys
Ihren ersten gemeinsamen Live-Auftritt vor größerem Publikum hatten Elvis Presley, Scotty Moore und Bill Black am 30. Juli 1954 bei einem Freiluftkonzert in Memphis’ Amphitheater Overton Park. Auf Presleys dynamisch-erotische Bühnen-Performance, vor allem seine rhythmischen Hüft- und Beinbewegungen, reagierte das Publikum hier erstmals mit für damalige Verhältnisse ungewöhnlich lautstarker Begeisterung bis hin zu tumultartigen Szenen.
Nach diesem ersten durchschlagenden Live-Erfolg begannen Presley, Moore und Black, regelmäßig in Clubs in und um Memphis zu spielen, wo sie schnell zu einer Underground-Sensation avancierten. Doch ein Auftritt Presleys Anfang Oktober in der Grand Ole Opry in Nashville erntete nur eine lauwarme Reaktion des älteren, eher auf konservative Country-Entertainer eingestellten Publikums. Dagegen waren Folgeauftritte beim Louisiana Hayride in Shreveport, dem Rivalen der Opry, ein voller Erfolg, der in einen Jahresvertrag mündete.
Parallel dazu tourten The Hillbilly Cat und die Blue Moon Boys, bestehend aus Scotty Moore, Bill Black und dem neu hinzugekommenen Drummer D. J. Fontana mit Presley durch die Südstaaten. Die Musiker traten unter anderem mit Hank Snow, Bill Haley, Johnny Cash, der Carter Family, Pat Boone und Buddy Holly in Shows auf. Zunehmend stahl Presley auf diesen Tourneen nicht nur anderen Nachwuchstalenten die Show, sondern auch etablierten Country-Künstlern wie Hank Snow, und schaffte sich eine Fangemeinde, zu der bald auch der junge Roy Orbison gehörte. Durch die intensive Tourtätigkeit von Presley und seinen Blue Moon Boys verbreitete sich der Rockabilly in den Südstaaten der USA, und viele Musiker begannen, den Stil zu kopieren.
Im November 1955 gab Sam Phillips dem Werben von RCA Records nach und verkaufte seinen Vertrag mit dem 20-jährigen Elvis Presley für die damals unerhört hohe Summe von 40.000 Dollar. Diese Summe beinhaltete 5.000 Dollar für noch nicht gezahlte Tantiemen, weshalb sich in der Literatur häufig nur ein Betrag von 35.000 Dollar findet. Damit machte er den Weg frei für Presleys überregionale und schließlich internationale Karriere bei einem großen Plattenlabel.

### The King of Rock ’n’ Roll (1956–1959)

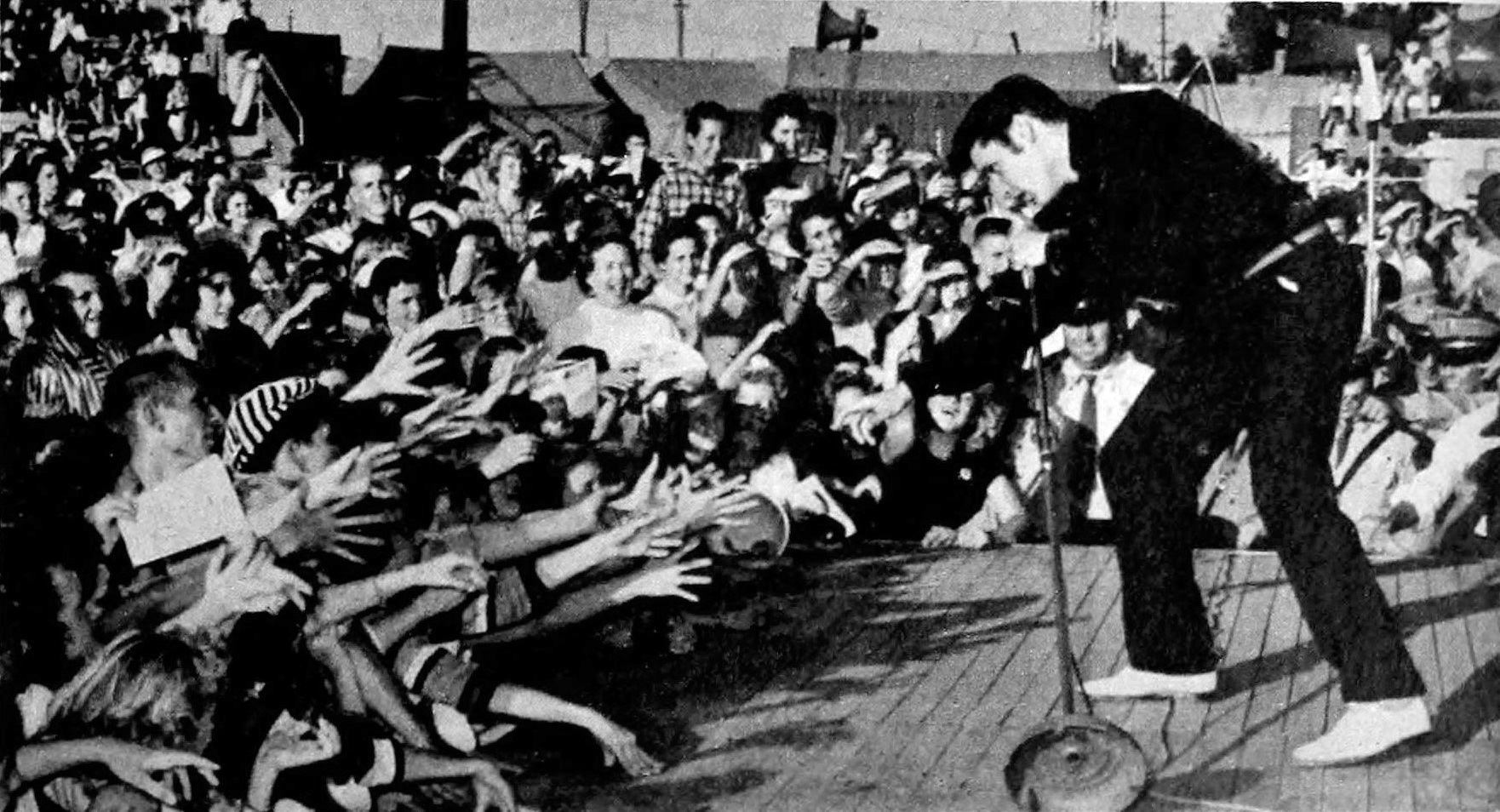
Elvis Presley in Tupelo, Mississippi (1956)

Presleys Wechsel vom regionalen Sun- zum nationalen RCA-Label Ende 1955 hatte der gebürtige Niederländer „Colonel“ Tom Parker eingefädelt. Dieser war ab den 1940er-Jahren als Promotor und Manager von Country-Stars wie Eddy Arnold und Hank Snow, mit dem er zudem die Künstleragentur Jamboree Attractions/Hank Snow Enterprises betrieb, sehr erfolgreich geworden. Nach Übernahme des Managements von Presley war Parker bis 1977 exklusiv für diesen tätig. Presley und sein Manager praktizierten von Anfang an eine konsequente Arbeitsaufteilung, bei der Parker sich ausschließlich auf die finanziellen und Presley sich auf die künstlerischen Belange konzentrierte.

### Erste Plattenaufnahmen bei RCA
Die erste Aufnahmesession, die im Januar 1956 in den RCA Studios in Nashville stattfand, bescherte dem jungen Künstler nach anfänglichen Zweifeln seines neuen Labels gleich mehrere Hits, darunter den Song Heartbreak Hotel, der im Frühjahr 1956 Platz eins sowohl der Pop- als auch der Country-Charts erreichte und zugleich Presleys erste Goldene Schallplatte wurde. Auch die erste LP Elvis Presley, auf der Songs aus der Sun-Zeit mit den neuen RCA-Aufnahmen kombiniert wurden, erreichte nur wenige Wochen nach Erscheinen die Nummer eins der Billboard-LP-Charts und wurde das erste Millionen-Dollar-Album in der Geschichte von RCA. Zudem arbeitete Presley bei dieser Session erstmals erfolgreich mit Gordon Stoker vom Gesangsquartett The Jordanaires, eine Zusammenarbeit, die in den nächsten 15 Jahren noch viele Hits hervorbrachte.
Mit der Aufnahmesession vom Juli 1956, aus der die Hit-Single Hound Dog / Don’t Be Cruel hervorging, übernahm Presley endgültig die Leitung seiner Studioaufnahmen, was er seine gesamte weitere Karriere hindurch beibehielt, ohne je in irgendeiner Form als Produzent genannt zu werden. Presleys Version von Hound Dog schrieb Musikgeschichte, weil sie sich gleichzeitig sowohl in den amerikanischen Pop- als auch den Rhythm-and-Blues- sowie den Country-Musik-Charts als Nummer eins platzieren konnte und einer der ersten sehr erfolgreichen Crossovertitel der US-Chartgeschichte wurde. 1957 gelangen ihm mit All Shook Up, Teddy Bear und Jailhouse Rock drei weitere Crossover-Charttopper – nur einige Höhepunkte einer Serie von Charterfolgen Presleys, der in dieser Zeit auch international immer erfolgreicher wurde.

### Durchbruch mit Live-Auftritten im Fernsehen
Zwischen Januar 1956 und 1957 hatte Presley eine Reihe von Fernsehauftritten in verschiedenen, in den USA damals sehr beliebten Varieté-Sendungen, die ihn schlagartig national und international bekannt machten. Zu den Shows, in denen er auftrat, gehörten die Stage Show von Jimmy und Tommy Dorsey, die Milton-Berle-Show, die neu gegründete Show von Steve Allen und schließlich die Nummer eins der Varieté-Sendungen, die Show von Ed Sullivan. Bei einem Auftritt bei Milton Berle am 5. Juni 1956, bei dem er Hound Dog spielte, machte Presley während eines langsameren Blues-Teils vor dem Mikrofon besonders rhythmische Hüft- und Beinbewegungen. Der Auftritt wurde mehr oder minder deutlich als Striptease auf offener Bühne interpretiert. Es folgte ein nationaler Medienaufruhr ungeahnten Ausmaßes. Presley wurde in der Folge als „Personifikation der die Teenager Amerikas verderbenden Rock-’n’-Roll-Bewegung“ gebrandmarkt.
Elternverbände, religiöse Gruppierungen sowie Lehrerorganisationen liefen Sturm gegen den Musiker aus den Südstaaten. Die hitzige Kontroverse führte dazu, dass sich weitere Fernsehshows um „Elvis the Pelvis“ („Elvis, das Becken“) rissen, die ihn dann zensierten, indem sie ihn – wie bei seinem zweiten Auftritt in einer der Ed-Sullivan-Shows – nur noch von der Hüfte aufwärts filmten. Der internationale Erfolg Presleys bescherte ihm neben dem Titel des „King of Rock ’n’ Roll“ wegen seiner charakteristischen Frisur in einigen englischsprachigen afrikanischen Staaten wie Kenia, Namibia und Südafrika auch den Beinamen „The Singing Quiff“ („Die singende Tolle“).
Wenn das Musikgenre Rock ’n’ Roll auch zu diesem Zeitpunkt – wie Presley selbst bestätigte  – schon einige Zeit in verschiedenen Ausprägungen existierte, so waren es doch vor allem Presleys Fernsehauftritte und Charterfolge in den Jahren 1956 und 1957, die ihn zur Leitfigur einer ganzen Teenagergeneration werden ließen. Presley brachte den Rock ’n’ Roll, der an den Grundfesten der amerikanischen Gesellschaft zu rütteln schien, stärker in das Bewusstsein der Öffentlichkeit. Sowohl die Musik als auch der Sänger wurden für eine breite Palette von Dingen verantwortlich gemacht, die als gesellschaftliche Missstände empfunden wurden: abweichende Moral- sowie kulturelle Wertvorstellungen, Rassenvermischung, Jugendkriminalität und Gottlosigkeit.

### Presley als Schauspieler in Kinofilmen
Durch einen der ersten Fernsehauftritte Presleys wurde Anfang 1956 der Filmproduzent Hal B. Wallis auf den jungen Mann aus Memphis aufmerksam. Auf der Suche nach einem Nachwuchstalent, das vor allem die jüngere Zielgruppe ins Kino locken sollte, war er von der charismatischen Erscheinung Presleys begeistert. Probeaufnahmen und Verhandlungen, die im Frühjahr 1956 stattfanden, resultierten schnell in einem Vertrag über mehrere Filme. Zwischen 1956 und 1958 entstanden die Spielfilme Pulverdampf und heiße Lieder, Loving You, Jailhouse Rock – Rhythmus hinter Gittern und Mein Leben ist der Rhythmus – King Creole. Vor allem Jailhouse Rock wird von Filmhistorikern heute als Klassiker seines Genres bewertet, der 2004 in das amerikanische National Film Registry für kulturell, historisch und ästhetisch bedeutende Filme aufgenommen wurde. Die zentrale Gesangs-/Tanzszene mit dem Titelsong vom bekannten Songschreiber-Duo Leiber/Stoller gilt zudem als Urform des Rock-/Popvideos. Die Soundtrack-EPs von Loving You, Jailhouse Rock und King Creole landeten alle drei auf Platz eins der entsprechenden Charts in den USA. 1957 führte Presley 21 Wochen lang die amerikanischen Singlecharts an, eine Steigerung gegenüber 1956 mit 18 Wochen.
Parallel zu Filmaufnahmen, Studio- und Soundtrackalben war Presley in diesen Jahren auch immer wieder auf Tournee in ausverkauften Häusern und wurde wegen der heftigen Reaktionen seiner Fans von Polizeieskorten zu seinen Auftritten begleitet. Um das aufgeregte Publikum davon abzuhalten, nach Presleys Auftritten die Bühne zu stürmen, entstand in dieser Zeit das zum geflügelten Wort gewordene „Elvis has left the building“.

### Presley als US-Soldat
Ende 1957 erhielt Presley einen Einberufungsbescheid zum Militärdienst, den er mit den Worten kommentierte: [It is a] „duty I got to fill and I’m going to do it“ ([„Es ist eine] Pflicht, die ich zu erfüllen habe und erfüllen werde“). Mehrere militärische Einheiten machten Angebote, um den Jungstar für die Eigenwerbung einzusetzen. Es wurde angenommen, dass Presley, wie viele andere Berühmtheiten vor ihm, den Weg in die Special Services wählen würde, bei dem nicht ein normales Soldatenleben, sondern der komfortablere Sondereinsatz in Sachen Unterhaltung der GI-Kollegen auf ihn gewartet hätte.
Trotz großer Befürchtungen, dass eine zweijährige Abwesenheit von Aufnahme-, Filmstudio und Bühne negative Folgen für seine Karriere haben könnte, entschied er sich für das normale Soldatenleben. Die Nachteile dieser Entscheidung münzten sein Manager und die Plattenfirma RCA durch gezielte Öffentlichkeitsarbeit sowie Singleveröffentlichungen während seiner Abwesenheit in einen Vorteil um, sodass der ehemalige Bürgerschreck aus Memphis von immer größeren Teilen des amerikanischen Publikums anerkannt wurde.
Seine Grundausbildung absolvierte Presley ab Frühjahr 1958 in Fort Hood in Texas, wo er für den Einsatz in einem Panzerbataillon ausgebildet wurde. Am 14. August 1958 starb Presleys Mutter, die schon einige Zeit bei schlechter Gesundheit gewesen war, im Alter von 46 Jahren an Herzversagen. Presley, der ein sehr enges Verhältnis zu seinen Eltern, besonders aber zu seiner Mutter hatte, war am Boden zerstört.
Am 1. Oktober 1958 traf Presley von New York City kommend mit dem Truppentransporter USS General Randall in Deutschland ein, wo er in Bremerhaven von hunderten Fans erwartet wurde. Seine Ankunft wurde vom deutschen Fernsehen übertragen und von der Presse mit Überschriften wie „Schütze Presley stößt nach Deutschland vor“ (SZ) oder „Elvis wird Deutscher“ (Bravo) kommentiert. „Elvis in Uniform“ vollzog einen Imagewandel, der sich gerade auch in der westdeutschen Medienberichterstattung niederschlug, wie Katja Scherl im Kontext des sich seinerzeit allgemein wandelnden Umgangs mit US-Massenkultur festgestellt hat; dabei traten in der Presse problematisierende, rassifizierende oder pathologisierende Darstellungen des Idols bzw. seiner meist jugendlichen Anhängerschaft zurück: „Elvis war weiß und männlich geworden.“ Für das Haus der Geschichte wurde seine Ankunft sogar zu einem Ereignis der damals noch jungen Geschichte der westdeutschen Demokratie, denn Presley, der als amerikanischer Superstar das Lebensgefühl einer ganzen Generation verkörperte, wurde als einer der bedeutendsten Botschafter jener Zeit für die Vereinigten Staaten in Deutschland eingeschätzt.

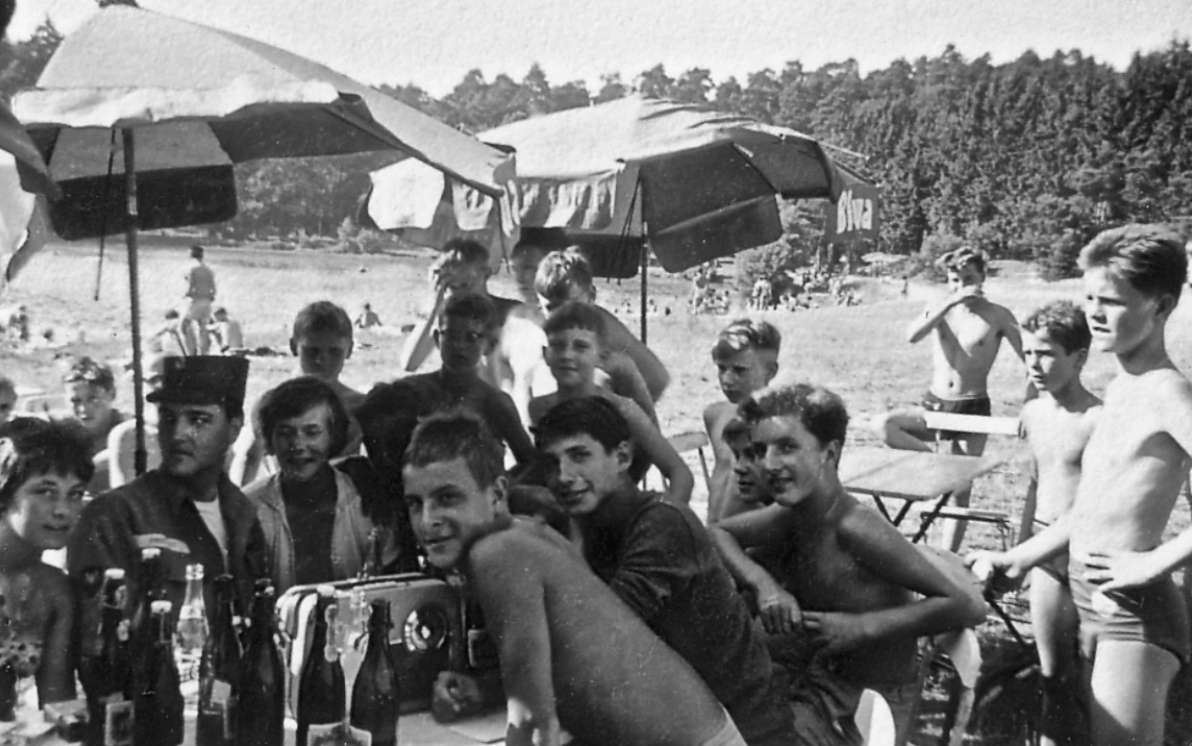
Elvis Presley als Soldat mit Jugendlichen am Hattsteinweiher, Hessen (1959)

Presley diente vom 1. Oktober 1958 bis zum 2. März 1960 im 1st Medium Tank Battalion/32nd Armor der 3. US-Panzerdivision in Friedberg. In dieser Zeit nahm er u. a. an Manövern in der Oberpfalz auf dem Truppenübungsplatz Grafenwöhr und in Unterfranken auf dem Truppenübungsplatz Wildflecken teil. Er wohnte zunächst im Hotel Grunewald in Bad Nauheim, bevor er mit seinem Vater und seiner Großmutter sowie zwei Freunden im selben Ort ein Privathaus in der Goethestraße 14 anmietete. 
Während dieser Zeit besuchte Presley auch mehrere kleinere Städte in der Oberpfalz, wo es in Vilseck, Amberg und Weiden zu Kontakten mit der einheimischen Bevölkerung kam. Als er in Hirschau längere Zeit in einer Gaststätte verweilte, kam es zu einem Ansturm von weiblichen Jugendlichen, mit denen Presley eine längere Zeit gemeinsam verbrachte. Ein ebenfalls anwesender Journalist konnte bei dieser Gelegenheit ein Interview erhalten und Fotos machen. Viele der bei dieser Gelegenheit entstandenen schriftlichen Dokumente und alle Fotos werden in der Staatlichen Bibliothek Regensburg verwahrt.
Soldaten, die Presley während seiner Zeit in der Armee persönlich kennengelernt hatten, beschrieben ihn als fähigen, sehr umgänglichen, trotz seines Ruhms bodenständig gebliebenen und großzügigen Zeitgenossen. Seine Militärkarriere wird als erfolgreich bezeichnet; er zeigte Führungsqualitäten, wurde mehrfach befördert, seine Dienstakte enthielt eine Reihe von Belobigungen, und er verließ die Armee nach zwei Jahren mit dem Dienstgrad eines Sergeant.
In privater Hinsicht war seine Zeit in der Armee auf dreifache Weise bedeutsam. Presley entdeckte seine Liebe zum Karatesport, den er sein weiteres Leben hindurch mit viel Engagement betrieb. Verschiedenen Quellen zufolge kam er bei der Armee erstmals in Kontakt mit Amphetaminen, die an Soldaten ausgegeben wurden, um unter anderem auf Manövern länger durchzuhalten. Im September 1959 lernte er zudem auf einer seiner Partys in der Goethestraße seine spätere Ehefrau, die zu diesem Zeitpunkt 14 Jahre alte Priscilla Beaulieu, kennen, die er in der Folge zusammen mit dem von der Army Times beauftragten Fotojournalisten Mickey Bohnacker in Wiesbaden aufsuchte.

### Hollywood (1960–1968)

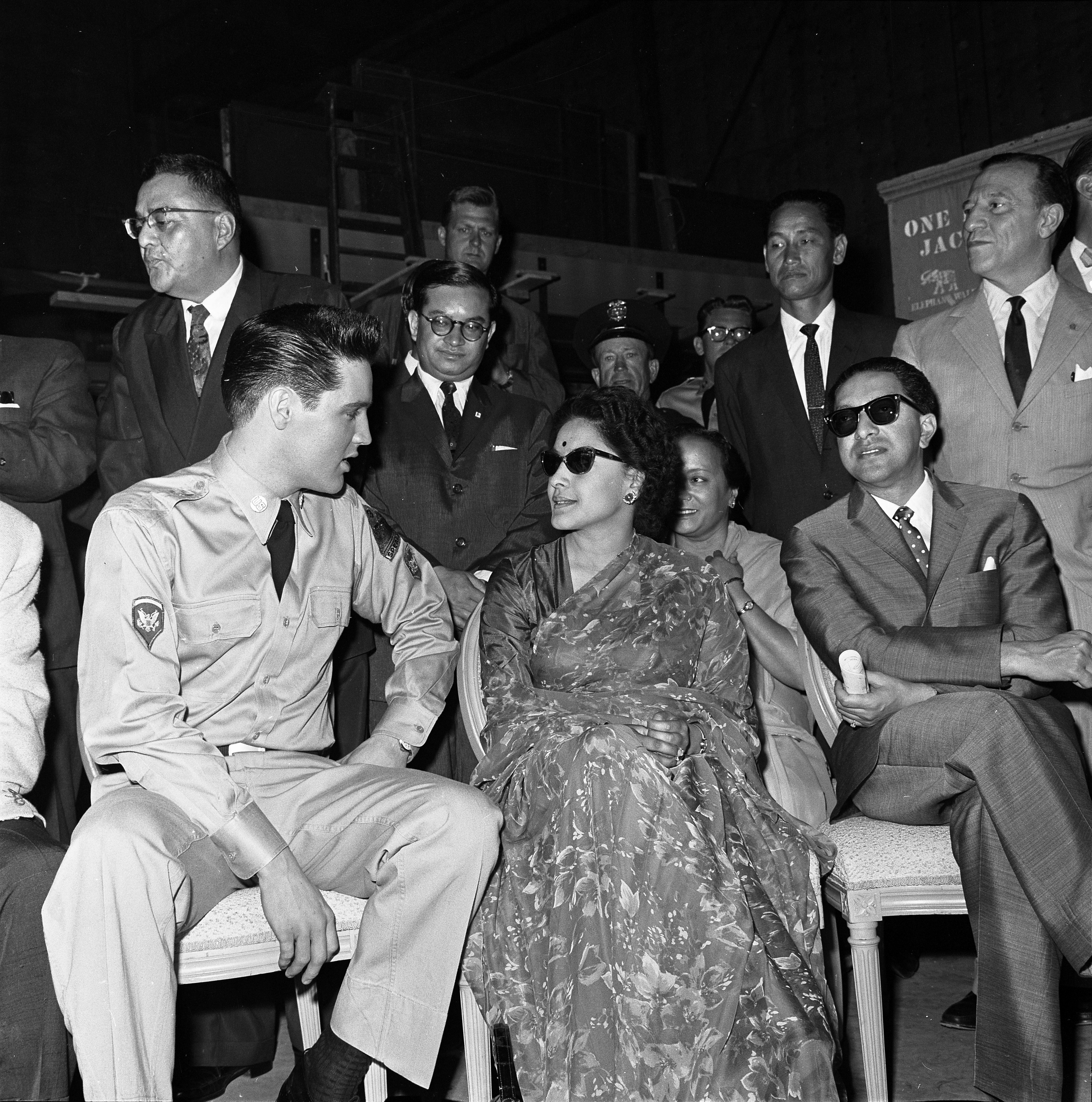
Elvis Presley mit Königin Ratna von Nepal und König Mahendra an einem Filmset (1960)

Als Presley Anfang März 1960 nach anderthalb Jahren Wehrdienst in Deutschland erstmals wieder amerikanischen Boden betrat, hatte sich die Musiklandschaft beträchtlich verändert. Viele seiner ehemaligen Chart-Mitstreiter aus der Rock-’n’-Roll-Ära hatten ihre Erfolgsserie nicht aufrechterhalten können. Zudem bevorzugte eine neu herangewachsene Hörerzielgruppe statt harter Rock-’n’-Roll-Rhythmen den leichtgängigeren Popsound von Bobby Darin oder Frankie Avalon. Die generelle Entwicklung vom Rock ’n’ Roll zu einem rockigen Popsound eröffnete Presley zunächst neue künstlerische Möglichkeiten, denn er wollte sich neben seiner Schauspielkarriere vor allem langfristig als Sänger etablieren und fühlte sich in den unterschiedlichsten Genres zu Hause.
Zwischen 1960 und Anfang 1969 drehte Presley 27 Filme – meistens Musikkomödien – und zu beinahe jedem der Filme erschien ein Soundtrackalbum. Der Schwerpunkt seiner Arbeit in den sogenannten Hollywoodjahren lag auf Filmproduktionen und Studioarbeit. Presleys Auftritt in Frank Sinatras Timex TV Show Ende März 1960 war sein letzter Fernsehauftritt bis 1968, und nach seinem Benefizkonzert Ende März 1961 in der Bloch Arena in Honolulu gab er erst ab 1969 wieder Konzerte.

### Studio-Highlights Anfang der 1960er Jahre
Ende März 1960 fand in Studio B von RCA in Nashville Presleys erste Aufnahmesession seit Juni 1958 statt. Schnell war allen Anwesenden klar, dass er nichts von seinen Fähigkeiten verloren, seine Stimme vielmehr an Reife und Umfang gewonnen hatte. Der rockige Pop-Song Stuck on You wurde ein Millionenhit und erreichte in den Pop-Charts schnell Platz eins. Die zweite Aufnahmesession Anfang April 1960 knüpfte an den Erfolg der ersten an. Neben einer Reihe neuer zeitgemäßer Kompositionen aus dem Portfolio seiner Musikverlage wählte Presley Fever und den Blues Reconsider Baby mit einem markanten Saxophon-Solo von Boots Randolph. Neuland betrat Presley mit It’s Now or Never, das auf dem alten italienischen Volkslied ’O sole mio basiert.
Die Session brachte mit dem Liebeslied Are You Lonesome Tonight? einen weiteren Klassiker hervor – die einzige Aufnahme in Presleys Karriere, die auf eine Anregung seines Managers Colonel Parker zurückging und ihm drei Grammy-Nominierungen einbrachte. Sowohl It’s Now or Never als auch Are You Lonesome Tonight wurden Nummer-eins-Hits in den Pop-Charts sowie Top-Ten-Hits in den R&B-Charts. Zu Presleys erfolgreichem Comeback passte auch der Name des 1960 erschienenen Albums Elvis Is Back, das Platz zwei der Pop-Album-Charts in den USA erreichte.
Weitere erfolgreiche Studioalben folgten 1961 mit Something for Everybody und 1962 mit Pot Luck. Auch das Gospel-Album His Hand in Mine aus dem Jahr 1960 wurde ein Erfolg. Zwischen 1960 und 1963 konnten sich mehrere Singles in den Top Five der amerikanischen Pop-, R&B- und den neu geschaffenen Adult-Contemporary-Charts platzieren. Dazu zählen Surrender, I Feel So Bad, Marie Is the Name of His Latest Flame, Can’t Help Falling in Love, Little Sister, Good Luck Charm, Follow That Dream, She’s Not You, Return to Sender und You’re the Devil in Disguise. Die meisten dieser Songs wurden große internationale Hits.

### Soundtrackalben gegen Studioalben
Presleys Schauspielkarriere hingegen entwickelte sich in diesen Jahren anders, als er sich dies nach dem vielversprechenden Start vor seiner Armeezeit erhofft hatte. Schnell wurde klar, dass Filme, die Presley in einer dramatischen Rolle mit wenigen Gesangseinlagen zeigten – beispielsweise der Western Flaming Star (1960) und das Melodram Wild in the Country (1961) – an der Kinokasse weniger erfolgreich waren als Musikkomödien im Stile von Café Europa – G.I. Blues und Blue Hawaii. Vor allem Blue Hawaii war kommerziell sehr erfolgreich und legte Elvis Presley für Jahre auf das Genre der Teenager-Musikkomödie fest, in der er meist einen charmanten und vor allem singenden Sonnyboy an einem möglichst exotischen Urlaubsort, umgeben von vielen hübschen Mädchen, darstellte. Das Soundtrack-Album mit 14 Songs – bekannt ist bis heute vor allem Can’t Help Falling in Love – platzierte sich auf Platz eins der Albumcharts und war das bestverkaufte Elvis-Album zu seinen Lebzeiten. Weitere bekannte Musikkomödien in diesem Stil waren Girls! Girls! Girls! (1962), Fun in Acapulco (1963) mit Ursula Andress sowie Viva Las Vegas (1964) mit Ann-Margret.
Die enge Koppelung seiner Karriere als Musiker an ein bestimmtes Filmgenre führte für Presley Mitte der 1960er Jahre in eine künstlerische Sackgasse. Zwar waren die anspruchsvollen Studioalben, die er zwischen 1960 und 1963 herausbrachte, gut in den Hitparaden positioniert und auch kommerziell erfolgreich, aber sie waren nicht so erfolgreich wie die Soundtrackalben der Musikfilme. Die Soundtrackalben und die entsprechenden Singles erhielten wesentlich größere Aufmerksamkeit durch den jeweiligen Film – ihr Erfolg führte zu immer mehr Filmen, immer mehr Soundtrackalben und 1964 schließlich zum vorläufigen Verzicht auf neue Studioaufnahmen.

### Musikalische Neuorientierung ab 1965 und Heirat
Mitte der 1960er-Jahre war die Musiklandschaft ein weiteres Mal im Umbruch. Die British Invasion unter der Führung der Beatles hatte endgültig die USA erreicht. Zwar war Presley nach wie vor mit seinen Liedern kontinuierlich in den Hitparaden präsent, vor allem hoch in den Adult-Contemporary-Charts, die musikalischen Trends setzten jedoch zunehmend andere. 1965 war das Jahr, in dem die Beatles Presley in seinem Haus am Perugia Way in Los Angeles besuchten. Zu diesem geheimen Treffen waren keine Reporter und Fotografen zugelassen. Paul McCartney riet Presley, statt seiner mittelmäßigen Filme doch neue Songs herauszubringen. 1965 beschloss Presley nach eigener Aussage, seiner Karriere eine neue Wendung zu geben.
Diese Entscheidung resultierte 1966 in der Aufnahme des Gospelalbums How Great Thou Art in Nashville, für das Presley 1967 seinen ersten Grammy erhielt. Künstlerischer Höhepunkt des Albums ist der von ihm selbst arrangierte Titelsong, in dem er alle vier Gesangsparts des Gospelquartett-Klassikers übernahm und damit sowohl seine gesanglichen Ambitionen als auch seine Liebe zur Gospelmusik dokumentierte. Während dieser Session nahm er auch Bob Dylans Tomorrow Is a Long Time auf, eine Interpretation, die Dylan nach eigener Aussage besonders schätzte. Presleys musikalische Neuorientierung fand – trotz der anhaltenden vertraglichen Verpflichtung zu weiteren Soundtrackalben – im August 1967 eine Fortsetzung in den sogenannten „Guitar Man Sessions“ in RCAs Studio B in Nashville, in denen er neben Jerry Reeds Songs Guitar Man und Big Boss Man auch den Gospel-Klassiker You’ll Never Walk Alone aufnahm, bei dem er auch Klavier spielte.
Ab 1967 kam es sowohl privat als auch auf musikalischer und geschäftlicher Ebene zu einer Reihe weiterer Veränderungen. Am 1. Mai 1967 heiratete Presley in Las Vegas Priscilla Ann Beaulieu, die er Ende 1959 während seiner Armeezeit in Deutschland kennengelernt hatte und mit der er seit Frühjahr 1963, als sie noch minderjährig war, zusammenlebte. Priscilla zufolge musste Presley ihren Eltern versprechen, dass er sie heiraten werde, wenn sie die Volljährigkeit erreicht hat, um die Erlaubnis zu erhalten, mit ihr bereits ab 1963 zusammenzuleben. Das einzige gemeinsame Kind Lisa Marie Presley wurde im Februar 1968 geboren und starb im Januar 2023.

### Comeback: TV-Special ELVIS
Ab Januar 1967 trat zwischen Presley und seinem Manager Colonel Parker eine Vertragsergänzung in Kraft, die beide in stärkerem Maße als zuvor zu Geschäftspartnern machte. Ende 1967 begann Parker Verhandlungen mit dem Fernsehsender NBC über den ersten Fernsehauftritt Presleys seit 1960. Im Frühjahr 1968 wurden die Planungen konkreter, als zum einen der Nähmaschinenhersteller Singer als Sponsor gewonnen werden konnte und zum anderen NBC ein junges und erfolgreiches Produzententeam für das Special vorschlug: Bones Howe und Steve Binder.
Die enge Zusammenarbeit zwischen dem Produzententeam und Presley resultierte in einer Fernsehshow, die neu interpretierte Rock-’n’-Roll-Klassiker wie Heartbreak Hotel, Jailhouse Rock und That’s All Right Mama sowie Balladen wie Love Me Tender und Are You Lonesome Tonight bot. Hinzu kamen neuere Songs wie Guitar Man, der zusammen mit Trouble aus dem Film King Creole als Showöffner diente, sowie die eigens für das Special geschriebenen Titel Memories und If I Can Dream.
Das TV-Special ELVIS erreichte am 3. Dezember 1968 einen Zuschaueranteil von 42 Prozent, den höchsten einer NBC-Show dieses Jahres. Die Show wurde von Kritik und Publikum mit Erstaunen aufgenommen, denn niemand hatte zu diesem Zeitpunkt noch damit gerechnet, dass Presley sich so fulminant als Entertainer zurückmelden würde. Auch in den Charts machte sich der Erfolg sofort bemerkbar. Das Album zur Sendung erreichte Platz acht der Billboard-Pop-Charts und dokumentierte ebenfalls, dass Presley zurück im Musikgeschäft war.

### Die Konzertjahre (1969–1977)
Die 1970er-Jahre standen ganz im Zeichen von Live-Auftritten. Presley gab vom Sommer 1969 bis zu seinem Tod im August 1977 mehr als 1100 Konzerte, von denen 635 im International Hotel in Las Vegas stattfanden. Presleys bekanntestes Konzert Aloha from Hawaii gab er am 14. Januar 1973 in Honolulu. Es war das erste in zahlreichen Ländern der Welt per Satellit live ausgestrahlte Konzert eines Soloentertainers und machte ihn endgültig zum internationalen Superstar.
In den 1970ern erschienen ferner die beiden Konzertdokumentationen Elvis – That’s the Way It Is (1970) und Elvis on Tour (1972). Zusätzlich veröffentlichte Presley eine ganze Reihe Studioalben, in denen er Rock, Pop, Country, Gospel, Blues und Show-Nummern im Las-Vegas-Stil darbot. In dieser Phase seiner Karriere entwickelte er das Bild einer Bühnenpersönlichkeit, das bis heute fest mit seiner Person verbunden ist: der Entertainer im Jumpsuit.

### Aufnahmen im American Sound Studio 1969
Im Januar 1969 entschloss sich Presley, erstmals seit 1955 wieder in seinem Wohnort Memphis aufzunehmen. Hier hatte sich inzwischen neben dem bekannten R&B-Studio Stax das American Sound Studio von Chips Moman einen Namen gemacht. Dort produzierte der Gitarrist und Songschreiber Moman – er hatte zuvor erfolgreich für das Stax-Label gearbeitet – reihenweise Hits für eine Vielzahl auswärtiger Plattenlabel, unter anderem mit Künstlern wie Dusty Springfield und Neil Diamond.
Das Ergebnis der Sessions war eine vielseitige Palette an Presley-Songs, die vom zeitgenössischen Soul bis zu Country-Standards reichte – darunter solche, die Elemente aus Rock, Blues und Country so einsetzten, dass sie keinem speziellen Genre zuzuordnen waren. Über 30 der in den American Studios aufgenommenen Lieder erschienen als Singles oder auf den Alben From Elvis in Memphis und From Memphis to Vegas/From Vegas to Memphis (beide 1969, Letzteres ein Doppelalbum). Dazu gehören unter anderem Long Black Limousine, Don’t Cry Daddy, Wearin’ That Loved on Look, Kentucky Rain, From a Jack to a King, Rubberneckin, Stranger in My Own Hometown, Any Day Now, After Loving You, Power of My Love und Gentle on My Mind. Die absoluten Höhepunkte dieser Sessions waren jedoch In the Ghetto – zu Lebzeiten Presleys einziger Nummer-eins-Hit in den deutschen Charts – und Suspicious Minds, das später mit fünf weiteren Presley-Songs in die NARAS Hall of Fame für Aufnahmen von besonderer Qualität und historischer Bedeutung aufgenommen wurde.
In the Ghetto erreichte 1969 in den USA Platz drei der Pop-Charts und Platz zwei der Country-Charts, Suspicious Minds setzte sich an die Spitze der Pop-Charts und Don’t Cry Daddy belegte Platz sechs der Pop- und Platz 13 der Country-Charts. Kentucky Rain erreichte Platz 16 in den Pop- und Platz 31 in den Country-Charts. Die beiden Alben From Elvis in Memphis und From Memphis to Vegas/From Vegas to Memphis kamen beide unter die Top Five der Country-Alben-Charts sowie unter die Top 15 der Pop-Charts.

### Presley in Las Vegas
Nach dem Erfolg des TV-Specials ELVIS (1968) machte das Management des in Las Vegas neu gebauten International Hotel Presley das Angebot, seine Rückkehr zu Live-Auftritten dort einzuleiten. Das Hotel hatte damals mit 2000 Sitzplätzen den größten Veranstaltungssaal der Stadt. Für dieses Engagement stellte Presley eine komplett neue Band zusammen, bestehend aus Gitarrist James Burton, Bassist Jerry Scheff, Schlagzeuger Ronnie Tutt, Rhythmus-Gitarrist John Wilkinson sowie Pianist Larry Muhoberac, der später durch Glen D. Hardin ersetzt wurde. Die Band, die Presley selbst als das Herzstück seiner Show bezeichnete, wird heute oft als TCB Band bezeichnet, wobei TCB für Presleys Lebensmotto „Taking care of business in a flash“ („Kümmere dich drum – blitzschnell“) steht.
Zusätzlich engagierte Presley das weiße Männer-Gospelquartett The Imperials und eine Gruppe schwarzer Soulsängerinnen, die Sweet Inspirations. Ergänzt wurde dieses vielseitige Ensemble durch das hauseigene Orchester des International Hotels unter der Leitung von Bobby Morris und später Joe Guercio sowie durch die Sopranistin Millie Kirkham, deren Platz später Kathy Westmoreland einnahm.
Unterstützt von seinem Musikerfreund Charlie Hodge stellte Presley ein Programm zusammen, das eine Mischung aus alten und neuen Elvis-Hits, aber auch Titel anderer zeitgenössischer Interpreten vorsah. Aus dem ersten Las-Vegas-Engagement Presleys stammt auch die in Deutschland erst nach seinem Tod bekannt gewordene „Lach-Version“ des Klassikers Are You Lonesome Tonight. Zuschauer bei der Premiere am 31. Juli 1969 waren neben vielen internationalen Pressevertretern Stars wie Cary Grant, Petula Clark, George Hamilton, Fats Domino, Shirley Bassey, Henry Mancini und Sammy Davis Junior.
Gekleidet in ein zweiteiliges schwarzes, an einen Karate-Gi angelehntes Outfit hatte Presley sein Publikum fest im Griff, nicht nur mit seinen Liedern, sondern auch mit seiner energetischen Bühnenshow, deren Karateeinlagen ein fester Bestandteil seiner Auftritte wurden. Die Reaktionen von Publikum und Presse ließen keinen Zweifel daran, dass die Premiere und das folgende vierwöchige Engagement ein uneingeschränkter Erfolg waren.
Nach diesem erfolgreichen Einstand wurde zwischen dem International Hotel und Presleys Management ein Fünfjahresvertrag ausgehandelt, der Presley eine Million US-Dollar pro Engagement zugestand, wobei ein Engagement im Winter und eins im Sommer zum Standard wurden. Der Vertrag garantierte die Rekordsumme von acht Millionen US-Dollar bis einschließlich 1973, wurde mehrfach ergänzt und bestand auch weiter, als das Hotel von der Hilton-Gruppe übernommen wurde.
Presleys Shows waren stets ausverkauft und zogen ein neues Publikum nach Las Vegas, da Fans aus aller Welt anreisten, um ihn live zu sehen. Sein letztes Engagement in Las Vegas absolvierte Presley am 12. Dezember 1976, insgesamt gab er zwischen 1969 und 1977 dort 635 Konzerte. Weniger bekannt als die Verbindung zu Las Vegas ist, dass Presley zwischen 1971 und 1976 auch regelmäßig die Attraktion im Sahara Tahoe Hotel am Lake Tahoe in Nevada war, wo er ebenfalls Zuschauerrekorde brach.

### Die Elvis-Presley-Show auf Tournee
Im Anschluss an sein zweites Las-Vegas-Engagement im Februar 1970 gab Elvis Presley sechs Konzerte im Houston Astrodome in Texas, mit denen er erneut Zuschauerrekorde brach und die den Auftakt zu einem Tourneemarathon durch die Vereinigten Staaten bildeten, der bis zu seinem Tod im August 1977 nicht abriss. Einen guten Einblick in eine solche Tournee der frühen siebziger Jahre gibt die MGM-Konzertdokumentation Elvis on Tour von Robert Abel und Pierre Adige aus dem Jahr 1972. Der Film, für den Presley den Filmemachern eines seiner seltenen Interviews gab, in dem er zumindest einen kurzen Blick auf den „Mann hinter dem Image“ gewährt, spielte innerhalb weniger Tage seine Kosten wieder ein, erreicht Platz 13 in Varietys Top 50 und erhielt einen Golden Globe Award für die beste Dokumentation.
Es folgten im Juni 1972 vier Konzerte im Madison Square Garden in New York; die Karten waren innerhalb kürzester Zeit ausverkauft. Die Konzerte sollen auch Kollegen wie Bob Dylan, Paul Simon, George Harrison und David Bowie besucht haben. Die als kritisch bekannte New Yorker Presse druckte enthusiastische Konzertbesprechungen; die New York Times beschrieb Presley als „Prince from Another Planet“ – „Talents Richly Intact“, die Daily News sprach von einer Presley-Invasion.
Zum Zeitpunkt der Konzerte im Madison Square Garden im Juni 1972 stand der Rahmenablauf einer typischen Elvis-Presley-Show der siebziger Jahre bereits fest. Er veränderte sich in den folgenden Jahren nicht mehr wesentlich, auch wenn immer wieder Lieder ausgetauscht wurden. Die Performance bestimmter Songs an bestimmten Stellen des Konzerts nahm zunehmend rituellen Charakter an. Die Show beinhaltete keinerlei Tanzeinlagen oder aufwändige Effekte, sondern wurde ganz von Presleys Persönlichkeit und seiner Performance – gestützt durch die Backgroundmusiker – getragen.
Die Vorgruppe stellte meist ein Komiker gefolgt von Interpretationen der Backgroundsänger, häufig der Soulgruppe Sweet Inspirations. Es gab keine Zugaben. Presleys typisches Bühnenkostüm in dieser Zeit war der Jumpsuit, ein maßgeschneiderter, häufig weißer Einteiler mit hohem Kragen, tiefen V-Aufschnitt, weit ausgestellten Beinen, komplettiert durch einen breiten Gürtel und zwischen 1971 und 1973 zudem ein Cape.
Die Elvis-Presley-Show war nie außerhalb der USA auf Tournee – eine Welttournee erschien unter anderem angesichts der um die 80 Mann starken Bühnentruppe, notwendigen Sicherheitsvorkehrungen und der Abneigung des Entertainers, in Freiluftstadien aufzutreten, die ihm nicht den optimalen Sound garantierten, Anfang der 1970er-Jahre kaum rentabel durchführbar. Um Presley dennoch weltweit auftreten zu lassen, wurde das TV-Special Aloha from Hawaii konzipiert, das am 14. Januar 1973 in der International Convention Center Arena in Honolulu als erstes Konzert eines Solo-Entertainers per Satellit nahezu rund um den Erdball ausgestrahlt wurde. Die Einnahmen der Show wurden dem „Kui Lee Krebsfonds“ in Honolulu gestiftet. Erst am 4. April 1973 war das Special auch in den USA zu sehen; dort erreichte es eine Einschaltquote von über 50 Prozent. Insgesamt sollen über eine Milliarde Menschen in über 40 Ländern Aloha from Hawaii verfolgt haben. Das Konzert erschien auf dem Doppel-Album Aloha From Hawaii Via Satellite, erreichte in den USA Platz eins sowohl der Pop- als auch der Country-Charts und war auch im Ausland erfolgreich.
In den Jahren danach war Presley bei zunehmend schlechter Gesundheit neben seinen Engagements in Las Vegas sowie Lake Tahoe weiterhin beinahe ständig auf Tournee durch die USA. Zu den Glanzlichtern dieser Jahre zählte eine Reihe von Konzerten in seiner Heimatstadt Memphis im März 1974, verewigt auf dem Live-Album Elvis as Recorded Live on Stage in Memphis, das Rang zwei in den Country- und Rang 33 in den Pop-Charts erreichte. Für die dort enthaltene Interpretation von How Great Thou Art erhielt er seinen dritten Grammy. Weitere Höhepunkte waren das Silvesterkonzert im Silverdome in Pontiac am 31. Dezember 1975 vor der Rekordzahl von über 60.000 Zuschauern und das im Civic Center in Pittsburgh genau ein Jahr später. 1977 wurde bei zwei Konzerten das CBS-TV-Special Elvis in Concert gefilmt, das erst nach Presleys Tod gesendet wurde und das seinen schlechten Gesundheitszustand erstmals einer breiten Öffentlichkeit vor Augen führte.
Sein letztes Konzert gab Elvis Presley am 26. Juni 1977 in der Market Square Arena in Indianapolis. Am Tag seines Todes, dem 16. August 1977, wollte er sich auf den Weg zu einer weiteren Tournee machen, die in Portland, Maine hätte beginnen sollen. Für 1978 sollen zudem mehrere Konzerte in Europa, unter anderem in London geplant gewesen sein.

### Aufnahmesessions 1970–1976
1970 entschloss sich Presley, erneut in Nashville im Studio B aufzunehmen. Es entstanden in fünf Tagen 34 Songs, die zwischen 1970 und 1972 auf vier verschiedenen Alben erschienen: That’s The Way It Is (1970), Elvis Country (1971), Love Letters From Elvis (1971) und Elvis Now (1972). Als A-Seiten auf Singles erschienen aus dieser Aufnahmesession, die auch als „Nashville-Marathon“ bezeichnet wird, unter anderem You Don’t Have to Say You Love Me, I Really Don’t Want to Know, Life sowie I’ve Lost You, die sich in den Pop-, Country- und Adult-Contemporary-Charts platzieren konnten. Das Album Elvis Country erreichte Rang sechs in den Country- und Platz zwölf in den Pop-Charts, Love Letters from Elvis kam auf Platz 12 bzw. 33. Nicht aus dieser Session stammte The Wonder of You, Presleys erste Live-Single, die 1970 in den USA Rang eins der Adult-Contemporary-Charts und Platz neun der Pop-Charts erreichte.
1971/72 war Presley wieder im Studio und nahm unter anderem in Nashville und in Hollywood Songs für das Gospelalbum He Touched Me auf, für das er 1973 einen weiteren Grammy erhielt. 1972 entstanden ferner im RCA-Studio in Hollywood Separate Ways und Burning Love, beide erreichten hohe Platzierungen in den Pop- und Adult-Contemporary-Charts.

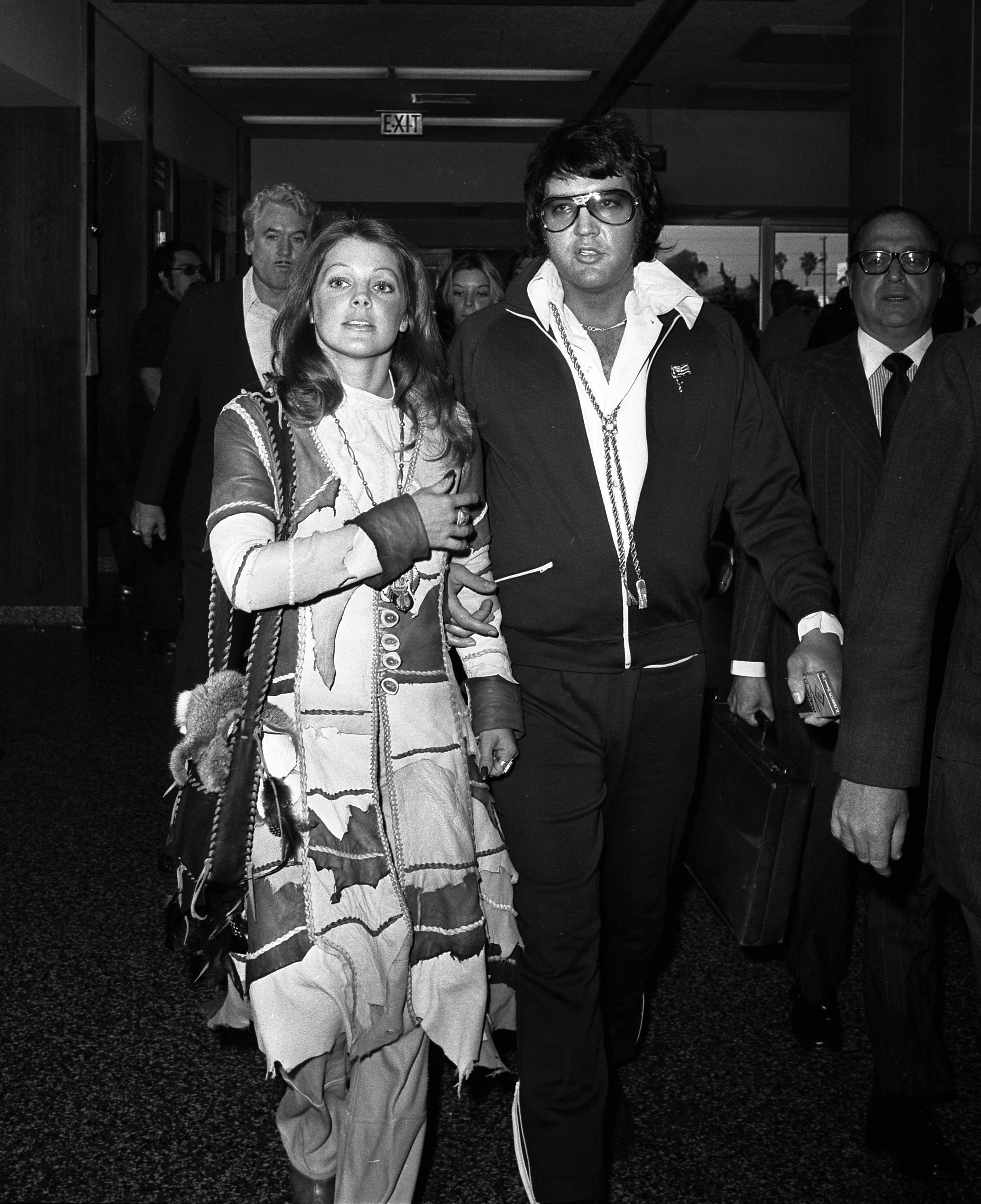
Elvis und Priscilla Presley nach ihrem Scheidungstermin (1973)

Trotz seines weltweiten Erfolgs durch Aloha From Hawaii und zwei Tophits in den Charts war 1973 ein schwieriges Jahr für Presley. Anfang 1972 hatte sich seine Frau Priscilla von ihm getrennt; der Scheidungstermin stand im Oktober 1973 an. Zudem machten sich verstärkt gesundheitliche Probleme bemerkbar. Wegen dieser Rahmenbedingungen und aus Zeitgründen entschloss man sich im Sommer 1973, wieder in Memphis aufzunehmen, allerdings nicht in Chip Momans American Sound Studio, sondern beim bekannten Stax-Studio. Dort haperte es an der technischen Ausstattung, sodass Presley die Aufnahmen zunächst nicht zu Ende brachte.
Bevor die Aufnahmesession bei Stax fortgesetzt werden konnte, wurde Presley Mitte November 1973 in lebensbedrohlichem Zustand in das Baptist-Memorial-Krankenhaus in Memphis eingeliefert. Die erste Verdachtsdiagnose lautete auf Herzinsuffizienz. Es stellte sich jedoch heraus, dass sich Presley aufgrund seiner Rückenbeschwerden bei einem kalifornischen Arzt einer mehrwöchigen Behandlung unterzogen hatte, bei der ihm hohe Dosen Cortison und Demerol gespritzt worden waren. Dies hatte nicht nur zu einem stark aufgedunsenen Äußeren und Atembeschwerden, sondern auch zu Abhängigkeit geführt. Neben der nötigen Entgiftung wurde er auch wegen eines Megakolons, Hepatitis, eines potenziellen Magengeschwürs und chronischer Schlafstörungen behandelt, unter denen er ebenso litt wie an dem sogenannten Morbus-Reiter-Syndrom.
Die Behandlung durch eine Reihe von Spezialisten führte zu einer recht schnellen, wenn auch nicht vollständigen Genesung und Erholungsphase. Die Aufnahmesession bei Stax konnte bereits ab dem 10. Dezember 1973 unter technisch besseren Voraussetzungen fortgesetzt werden. Die Aufnahmen vom Sommer 1973 erschienen auf dem Album Raised on Rock (1973), die von der Wintersession 1973 auf den Alben Good Times (1974, Platz fünf der Country-Charts) und Promised Land (1975, Platz eins der Country-Charts). In den Single-Charts erfolgreich waren If You Talk in Your Sleep, die Ballade It’s Midnight, Promised Land, I’ve Got a Thing About You Baby und My Boy, das auch im Ausland sehr erfolgreich war.
1975 war Presley erneut zurück im Studio – diesmal wieder in RCAs Studio C in Hollywood, wo er im März eine ganze Reihe von Titeln, darunter das dynamische T-R-O-U-B-L-E aufnahm, die alle auf dem Album Today veröffentlicht wurden. Today bekam gute Kritiken, erreichte Platz vier der Country-Charts und Rang 57 der Pop-Charts. Seine letzte Aufnahmesession absolvierte Presley zuhause – und zwar im Jungle Room, der seinen Namen aufgrund seiner ungewöhnlichen Einrichtung hat. Die Jungle-Room-Sessions, die im Februar und Oktober 1976 stattfanden, brachten unter anderem Moody Blue, Hurt, Danny Boy, Blue Eyes Crying in the Rain, Way Down und Pledging My Love hervor. Veröffentlicht wurden sie auf den Alben From Elvis Presley Boulevard, Memphis Tennessee und Moody Blue. From Elvis Presley Boulevard, Memphis Tennessee kam auf Platz eins der Country-Charts, dicht gefolgt von einer Neuauflage der Sun Sessions auf Rang 2. Der Song Moody Blue erreichte Anfang 1977 Platz eins der Country-Single-Charts, Way Down folgte im Juni 1977.

### Tod und Todesursache
“Elvis Presley’s death deprives our country of a part of itself. He was unique and irreplaceable. More than 20 years ago, he burst upon the scene with an impact that was unprecedented and will probably never be equaled. His music and his personality, fusing the styles of white country and black rhythm and blues, permanently changed the face of American popular culture. His following was immense, and he was a symbol to people the world over of the vitality, rebelliousness, and good humor of his country.”

„Elvis Presleys Tod nimmt unserem Land ein Stück von sich selbst. Er war einzigartig und unersetzlich. Mehr als 20 Jahre ist es her, dass er in die Szene platzte mit einer Wirkung, die es bis dahin noch nie gegeben hatte und die es wohl auch nicht mehr geben wird. Seine Musik und seine Persönlichkeit, die Zusammenführung von weißem Country und schwarzem Rhythm & Blues, veränderten für immer das Antlitz der amerikanischen Kultur. Er hatte eine riesige Anhängerschar, und er war für Menschen auf der ganzen Welt ein Symbol für die Vitalität, die Aufsässigkeit und die gute Laune seines Landes.“

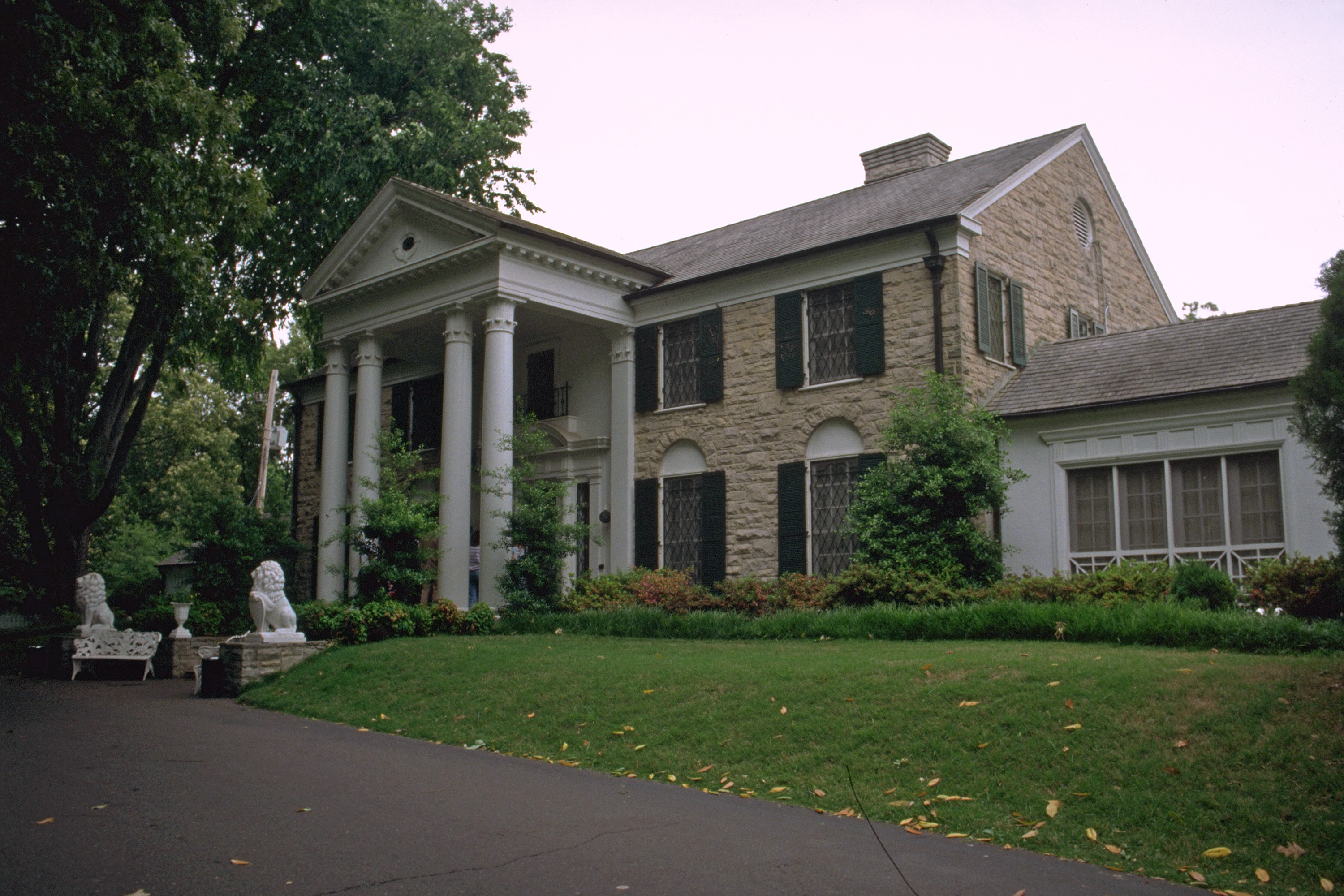
Graceland

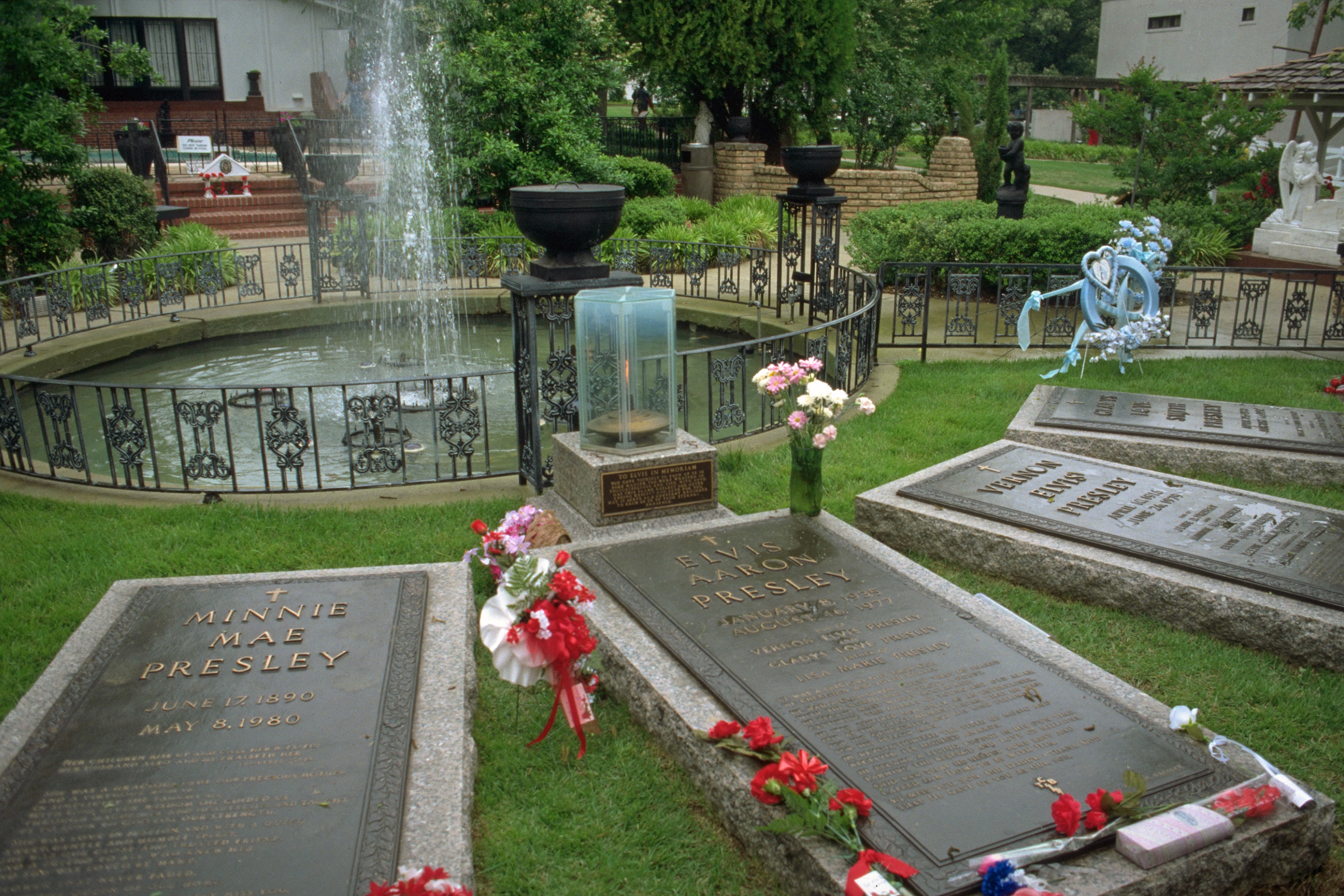
Elvis Presleys Grab im Meditationsgarten von Graceland

Elvis Presley starb am 16. August 1977 im Alter von 42 Jahren auf seinem Anwesen Graceland in Memphis, Tennessee. Seine damalige Verlobte Ginger Alden fand ihn um 13:30 Uhr tot im Badezimmer. Unter großer Anteilnahme der Öffentlichkeit wurde der Entertainer am 18. August zunächst auf dem Forrest Hill Friedhof neben seiner Mutter beerdigt. Nachdem versucht worden war, den Leichnam des Sängers zu entwenden, erhielten die Erben eine Sondergenehmigung, Elvis und Gladys Presley Anfang Oktober 1977 im Meditationsgarten auf dem Anwesen Graceland zu bestatten.
Als offizielle Todesursache Presleys wurde im August zunächst „cardiac arrythmia due to undetermined causes“ (plötzlicher Herztod, Herzrhythmusstörung) angegeben. Nach Abschluss aller Untersuchungen im Rahmen der von den Familienangehörigen privat in Auftrag gegebenen Obduktion gab das Büro des Shelby County Medical Examiner (staatlicher Leichenbeschauer) am 21. Oktober 1977 endgültig „hypertensive heart disease with coronary artery disease as a contributing factor“ als Todesursache bekannt.
Mit dieser Diagnose waren einige Pathologen des Baptist-Memorial-Krankenhauses in Memphis, die weitere toxikologische Gutachten eingeholt hatten, nicht einverstanden. Sie kamen zu dem Schluss, dass Presley nicht an einer Herzerkrankung, sondern infolge von Polypragmasie (Einnahme zu vieler Medikamente) verstorben war. Die Uneinigkeit zwischen Pathologen des Baptist-Memorial-Krankenhauses und dem Team des Leichenbeschauers führte zu einem Expertenstreit und juristischen Auseinandersetzungen, die sich – befeuert von hohem Medieninteresse – über beinahe 20 Jahre hinzogen und Presleys Hausarzt in Memphis, George Nichopoulos, einschlossen.
Eine Ärztekommission entlastete Nichopoulos 1980 weitgehend vom Vorwurf übermäßiger Medikamenten-Verschreibungen. Ein Gericht sprach ihn 1981 vollständig frei. Eindeutige wissenschaftliche Befunde schlossen 1994 seine Verantwortung für Presleys Tod aus. (siehe unten) 
Wegen anhaltender Gerüchte, dass das Büro des Leichenbeschauers Sachverhalte vertuscht bzw. den Totenschein gefälscht hatte, beauftragte das Gesundheitsamt des Staates Tennessee 1994 den unabhängigen Pathologen Joseph Davies mit einer offiziellen Untersuchung der Todesumstände Presleys. Davies kam nach Sichtung aller Unterlagen zu dem Urteil, dass Medikamente keine Rolle bei Presleys Tod gespielt hatten, und bestätigte im Großen und Ganzen die vom Rechtsmediziner von Shelby County 1977 festgestellte Todesursache.
2009 gingen Ärzte davon aus, dass die schwere chronische Darmerkrankung Presleys, die auf Morbus Hirschsprung deutete und deretwegen der Entertainer schon lange in Behandlung war, mit dem plötzlichen Herztod in Zusammenhang stand.
2013 beschrieb Forest Tennant seine eigene Analyse von Presleys verfügbaren Krankenakten. Er kam zu dem Schluss, dass Presleys „Drogenmissbrauch zu Stürzen, Kopfverletzungen und Überdosierungen geführt hatte, die sein Gehirn schädigten“, und dass sein Tod teilweise auf eine toxische Reaktion auf überdosiertes Codein zurückzuführen war, die durch einen unentdeckten Leberenzymdefekt verschlimmert wurde und infolgedessen zu plötzlichen Herzrhythmusstörungen geführt haben.

## Sänger, Musiker und Entertainer

### Stimme und Gesangstechnik
“I sing from down in the gut, the shoe soles.”

„Ich singe aus dem Bauch heraus, aus den Schuhsohlen.“

Spätestens seit Henry Pleasants’ Grundlagenwerk The Great American Popular Singers von 1974 wird Presleys Stimme zu den großen der Popularmusik gezählt und in einem Atemzug mit denen von Al Jolson, Bing Crosby, Frank Sinatra, Ray Charles und B. B. King genannt. Presleys Stimmumfang wird von Fachleuten mit zweieinhalb bis drei Oktaven angegeben. Der Umfang wird jedoch nicht als das Hauptcharakteristikum seiner Stimme angesehen, die sich vielmehr durch eine ungewöhnliche Spannbreite in der Stimmfärbung auszeichnete, weshalb einige Presley als Bariton, andere wiederum als Tenor bezeichneten.
Der Musikprofessor Gregory Sandows bezeichnete Presley als „lyrischen Bariton“ mit außergewöhnlich hohen und unerwartet vollen tiefen Tönen. Auch Musikhistoriker und -kritiker Henry Pleasants sah in Presley einen Bariton („high baritone“) – eine Stimme, die in ihrem mittleren Bereich am besten sei und in Balladen eine „leichte, weiche und verführerische Bariton-Qualität“ erreiche, die an Bing Crosby erinnere, allerdings „hauchiger und mit einem weiten Vibrato“ ähnlich dem von Billy Eckstine.
Als weiteres Charakteristikum von Presleys Stimme wird immer wieder ihre Vielseitigkeit genannt, die es dem Sänger ermöglichte, in unterschiedlichen musikalischen Genres erfolgreich zu sein, die völlig verschiedene Anforderungen an die Stimme stellen. So war er laut Henry Pleasants von Beginn an in der Lage, „den offenen, heiseren, ekstatischen, schreienden, klagenden, waghalsigen Sound der schwarzen Rhythm-and-Blues-Sänger“ zu produzieren, ohne auf diese Art des Gesangs beschränkt zu sein. In Balladen und Country-Songs konnte er „volle eingestrichene Gs und As schmettern, um die ihn ein Opern-Bariton durchaus beneiden würde“.
Obwohl er nicht gelernt hatte, sicher und vorhersehbar im Passaggio zu singen, war er schon früh in der Lage, seine Stimme darüber wieder zu fokussieren. Seine Interpretation von It’s Now Or Never von 1960 beendete er mit einer „vollen A-G-F-Kadenz, die überhaupt nichts mit Rhythm & Blues oder Country zu tun hatte, und traf das A dabei auf den Punkt“. Dies sei weniger erstaunlich, wenn man die Menge der Aufnahmen bedenke, in denen er vollkommen leicht und dennoch zielsicher Hs erreiche. Nach Pleasants verfügte Elvis Presley über eine „erstaunliche Stimme – oder treffender gesagt – viele Stimmen“.
Für Richard Middleton – Professor für Popularmusik – ist das Bemerkenswerte an Presleys Gesang weniger die offensichtliche stimmliche Vielseitigkeit oder die häufig zitierte Fusion „weißer“ und „schwarzer“ Musikstile, sondern die sehr individuelle Gesangstechnik, die er als Kombination von „romantic lyricism“, „boogification“ und „gospelization“ charakterisiert. Die Kombination dieser Techniken war von Beginn an bei Presley zu hören, so unter anderem im bekannten Heartbreak Hotel von 1956. Das Stück ist eigentlich ein Country-Song, die Gesangsstimme ihrer Form nach eher ein typischer gerufener Blues.
In Presleys Aufnahme von 1956 hingegen fehlen nach Middleton in auffallender Weise die raue Klangfarbe, die spontanen unregelmäßigen Rhythmen und die „schmutzige“ Intonation, die die meisten Bluessänger hier eingesetzt hätten. Presleys Gesang ist vielmehr „voll, reich und wohlgeformt, seine Intonation exakt, fest und korrekt, die Töne werden aus- und durchgehalten sowie gebunden phrasiert“. Dies zeigt sich besonders bei den Passagen broken-hearted lovers, been so long on lonely street und take a walk down lonely street sehr deutlich, wobei durchgehend lyrisch-gefühlvolle Stimmung herrscht. Gleichzeitig wird die lyrische Stimmung durch „boogification“ gebrochen.
Dem Boogie-Woogie liegt ein triolischer Rhythmus zugrunde, während die Achtel oft einen unerwarteten Akzent im Off-Beat setzen und so Synkopierungen und Gegenrhythmen bilden. Dabei entsteht ein spürbarer, Bewegung einfordernder Effekt. Presley, so Middleton, weitet diese Technik noch aus, indem er zusätzliche, nicht durch Text und Melodieführung erforderliche Off-Beat-Töne hinzufügte, Silben oder auch Konsonanten einfach abtrennte, Worte „verschleifte“ und deren Sinn damit bewusst verschleierte. Gelegentlich, wenn die Notation weiterer rhythmischer Unterteilungen nicht mehr möglich schien, sang Presley einen „ausgehaltenen“ Ton – gewissermaßen ein Vibrato des (triolischen) Rhythmus. „Boogification“ gehe oft mit stimmlicher Orchestrierung einher, was tiefe, klangvolle Brusttöne einbezieht. Auch simulierte Presley häufig mittels ausgespuckter Worte und Atemringen physische Anstrengung und Leid.
Die Technik der „Gospelization“ rührt laut Middleton her von dem Einfluss der Gospelmusik auf den jungen Presley und ist in vielen seiner Songs zu hören, auch wenn sie nicht dem Gospel-Genre zuzuordnen sind (Trying to Get to You). Sie zeigt sich im ekstatischen Klang der Stimme, zum Beispiel beim einführenden „Well“, sowie die für Gospel typischen aufwendigen Melismen. Durch die Anwendung dieser Techniken brach Presley mit der Regelmäßigkeit in der Liedtradition populärer Musik. „Romantic lyricism“, „boogification“ und „gospelization“ wandte Presley während seiner gesamten Karriere an, wenn er sie auch ab 1960 deutlicher kanalisierte – „romantic lyricism“ zum Beispiel in den Balladen, „boogification“ in eine bestimmte Form des Rock-Songs, „gospelization“ in beiden Fällen.
Eng verbunden mit der von Richard Middleton beschriebenen Gesangstechnik ist eine weitere, oft zitierte Stärke Presleys, selbst einfach strukturierte Songs besonders mitreißend zu interpretieren. Die Botschaft der Songs werde stets eher durch die Art des Gesangs und die somit transportierte Emotionalität als durch den Songtext vermittelt. So äußerten Sänger und Musiker, die mit Presley gearbeitet hatten, dass er sich besonders durch „soulness“ auszeichnete, was ihn zu einem außerordentlich wirkungsvollen Vermittler von Emotionen machte.
Presley stellte emotionale Authentizität stets über einwandfreie Gesangstechnik im klassischen Sinne. Er hat nach eigener Aussage niemals Gesangsstunden genommen, sondern von klein auf bei jeder Gelegenheit mit Eltern, die selbst über gute Stimmen verfügten, Freunden und Verwandten gesungen, anderen zugehört, selbst viel experimentiert und sich ansonsten ganz auf sein Gefühl und seine Intuition verlassen.
Presleys gesangliche Fähigkeiten fanden sowohl bei Rock- und Popgrößen wie Ian Gillan, Greg Lake, Bono, Robert Plant, Keith Richards, Bruce Springsteen, Bob Dylan, Elton John und den Beatles Anerkennung, als auch bei klassisch ausgebildeten Sängern wie Plácido Domingo, Kiri Te Kanawa und Bryn Terfel.
Der bekannte Musikkritiker Will Friedwald sieht Presleys Originalität und Genialität vor allem in der Art und Weise, in der er die drei musikalischen Richtungen Blues, Country und traditionellen Pop zu einem ganz eigenen Stil verband. Dies mache ihn zu einem der großen Stilisten des 20. Jahrhunderts.

### Songauswahl, Komponisten, Musikverlage
“It ain’t a song until you sing it.”

„Ein Lied ist erst dann ein Lied, wenn man es singt.“

Presley schrieb seine Songs nicht selbst, weshalb ihm in der Vergangenheit von einigen Kritikern künstlerische Originalität und Authentizität abgesprochen wurden. Simon Frith, Soziologe und Fachautor für Popularmusik, führt dies auf die vorherrschende Perspektive in der klassischen Musikwissenschaft zurück, in der Text und Komposition traditionell einen höheren Stellenwert einnehmen als Stimme und Gesangstechnik sowie die Performance als solche. Heute gilt hingegen als gesichert, dass Presley sein Songmaterial nicht nur selbst aussuchte und arrangierte, sondern durch seine Interpretation in gewissem Sinne auch selbst „schrieb“.
„Ein Lied ist erst dann ein Lied, wenn man es singt“, sagte Presley 1956 und stellte damit die für ihn grundsätzlich größere Bedeutung der Gesangsinterpretation gegenüber der Komposition heraus. Hier liegt wohl auch der Hauptgrund, weshalb Presley keinen Drang verspürte, im klassischen Sinne eigene Songs zu komponieren:

“No. I never wrote a song myself. I probably could have if I sat down and tried hard enough, but I never had that urge.”

„Nein. Ich habe nie selbst einen Song geschrieben. Ich hätte es wahrscheinlich gekonnt, wenn ich mich hingesetzt und es probiert hätte, aber ich hatte nie den Drang dazu.“

Wie andere bekannte Musiker vor und nach ihm (Irving Berlin) hatte Presley eine Abneigung gegen „sheet music“. So betonte er, dass er stets „ear musicians“ gegenüber „sheet musicians“ bevorzuge, da sie sich durch einen intuitiven und spontanen Zugang zum Musikmachen auszeichneten, auf den er großen Wert legte. Entsprechend wählte Presley die Songs, die er aufzunehmen gedachte, rein nach Gehör aus, indem er sich die Demobänder der Songschreiber anhörte. Er selbst bezeichnete sein Auswahlverfahren als „strikt intuitiv“ und „impulsgesteuert“, ohne dabei den Musikmarkt aus dem Blick zu verlieren.
Presley prägte sich die Songs auf Basis der Demos sehr schnell ein, wobei er häufig die auf den Demos ursprünglich vorgesehenen Arrangements stark veränderte, um die Essenz des Songs besser herauszuarbeiten oder einfach um den Song zu „seinem“ Song zu machen. Insgesamt war er sehr akribisch, was das Endresultat anging und hörte sich die einzelnen Takes immer wieder an, um dann die Entscheidung zu treffen, welcher als finale Version veröffentlicht werden sollte. Weniger genau nahm er dieses Verfahren bei seinen Filmsongs. Laut seinen Musikverlegern und langjährigen Komponisten wusste er stets genau, was er wollte, und bewies einen hervorragenden Sinn für Songs:

“I’m telling you as a songwriter, he was the best singer for my money that ever sang popular songs. He could sing every kind of song. He made so many mediocre songs sound great. […] The minute you heard him sing, you knew it was him, man. And usually that’s only true of guys that write their own material. […] When you wrote for Elvis Presley you knew you were gonna get a performance plus. He was one of those few people that when he recorded a song of yours he would do it the way you envisioned it and then bring something else into it.”

„Als Songschreiber sage ich dir, er war der beste Pop-Sänger aller Zeiten. Er konnte einfach jede Art von Song singen. Er ließ einfach so viele mittelmäßige Songs großartig klingen. Wenn er sang, dann hörtest du sofort, dass er es war. Und meist trifft das nur auf die zu, die ihr Material selbst schreiben… Wenn du für Elvis Presley schriebst, dann wusstest du, du würdest eine Performance mit einem Extra bekommen. Er war einfach einer dieser ganz wenigen Leute, die einen Song von dir so umsetzten, wie du ihn dir vorgestellt hattest, um dann eine weitere Dimension hinzuzufügen.“

Zwischen 1954 und 1977 gab Presley 711 Songs zur Veröffentlichung frei, die auf etwa 60 Originalalben, 29 Extended Plays und einer kaum zu überblickenden Anzahl an Greatest-Hits-, Budget- sowie Lizenzveröffentlichungen von Fremdfirmen erschienen. Dieses umfangreiche Songmaterial wurde von einer Vielzahl unterschiedlicher Songschreiber komponiert und getextet; allein 129 Autoren konnte Ken Sharp für sein Standardwerk Writing for The King (2006) interviewen. Presleys Songlieferanten setzten sich sowohl aus professionellen Songschreiber-Duos, wie zum Beispiel Jerry Leiber & Mike Stoller oder Doc Pomus & Mort Shuman, als auch „Gelegenheitsschreibern“ wie Mae Boren Axton und ab den 1960ern auch aus Musikern zusammen, die wie Mark James ihr eigenes Repertoire pflegten.
Ganz unterschiedlich war auch der musikalische Hintergrund der Texter, die in der Country-, Blues-, Rhythm-and-Blues-, Gospel- oder der Tin-Pan-Alley-Tradition schrieben. Einige schrieben ihre Songs direkt für Presley, andere erfuhren erst nach der Veröffentlichung, dass er ihren Song zu einem Hit gemacht hatte. Manche lernten Presley persönlich kennen, einige wenige konnten ihn sogar bei der Aufnahme ihrer Songs im Studio begleiten oder sahen seine Live-Performances ihres Songs.
Wer seinen Song von Presley vertont wissen wollte, musste eine Demoversion beim Musikverlag Hill & Range einreichen. Unter dem Dach von Hill & Range waren bis 1973 die Verlage Elvis Presley Music und Gladys Music angesiedelt, an denen Presley zu 50 % beteiligt war (später gab es die Verlage Whitehaven Music und Elvis Music, Inc). Gladys Music war bei ASCAP, Elvis Presley Music bei BMI registriert. Wer einen Song bei Hill & Range oder einem anderen Musikverlag einreichte, übertrug die Publikationsrechte an den Verlag und erhielt im Gegenzug einen regulären SGA-Vertrag der Songwriters Guild, der einen 50%igen Honoraranteil für den Autor vorsah, die andere Hälfte ging an den Verlag.
In Ausnahmefällen der Jahre 1956 und 1957, wie etwa bei Otis Blackwells Songs Don’t Be Cruel, Paralyzed und All Shook Up, trat der Autor zusätzlich einen Anteil seines Honorars an den Interpreten ab, woraufhin dieser als Co-Autor gelistet wurde. Im Falle von Love Me Tender wurde dieses Verfahren angewandt, da der Verfasser des Songs, der auf einer Melodie des gemeinfreien Liedes Aura Lee beruhte, nicht als Autor in Erscheinung treten wollte. Ken Darby veröffentlichte es unter dem Namen seiner Ehefrau mit Elvis Presley als Co-Autor.
Bei Hill & Range, gegründet von den Österreichern Julius und Jean Aberbach, war hauptsächlich Freddy Bienstock – später unterstützt durch Lamar Fike in Nashville – für den Presley-Katalog zuständig. Er kaufte Songs ein, die Presley aufnehmen wollte, oder für die er sich eventuell interessieren könnte. Bienstock beauftragte festangestellte Schreiber wie Leiber & Stoller mit Projekten, machte die Verträge und überwachte die Einnahmen. Das von Hill & Range praktizierte Verfahren, Sänger an den Musikverwertungsrechten zu beteiligen, sicherte erfolgreichen Interpreten, die ansonsten nur die von ihrer Plattenfirma vertraglich zugesicherten Tantiemen für den Verkauf ihrer Aufnahme bekamen, zusätzlich längerfristige Einnahmen aus Coverversionen und sonstiger Weiterverwertung.
Im Zuge struktureller Veränderungen in der Musikindustrie vor allem ab Mitte der 1960er-Jahre wurde es für Hill & Range schwieriger, Presley für jeden Song, auf den er setzte, diese Verlagsrechte zu sichern. Ein bekanntes Beispiel für einen Riesenhit, bei dem dies nicht gelang, ist Suspicious Minds aus dem Jahr 1969. Hier hatte der Autor Mark James, nachdem er keinen Erfolg mit seiner eigenen Interpretation hatte, seinen Song an Musikverleger und Produzent Chips Moman abgetreten, der – nachdem Presleys Version auf Band war – den Hit ahnte und nicht zu einem Deal mit Hill & Range bereit war.
Presley führte zu keinem Zeitpunkt während seiner Karriere selbst Vertragsverhandlungen, er konzentrierte sich ganz auf den künstlerischen Aspekt seiner Arbeit. Dass der Star, der vertraglich zu bis zu drei Alben plus Singles im Jahr verpflichtet war, sich jedoch sehr wohl über die strukturellen Veränderungen in der Musikverlagsszene im Klaren war, demonstrierte er während der Pressekonferenz im Vorfeld zu seinen Konzerten im New Yorker Madison Square Garden im Juni 1972. Hier bestätigte er, es sei wegen der fortschreitenden Individualisierung – immer mehr Songschreiber gründeten ihre eigenen Verlage – schwieriger, an wirklich gute Songs zu kommen. Gleichzeitig betonte er, dass er offen für jeden guten Song sei, egal ob dieser nun über seine Verlage oder individuell seinen Weg zu ihm fände. In der Tat hat Presley auch eine ganze Reihe von Songs aufgenommen, zu denen er die Verlagsrechte nicht besaß (zum Beispiel Polk Salad Annie), im Gegenzug hielt er Verlagsrechte für Songs, die er niemals vertonte.
Die Einnahmen aus den Verlagsrechten, die in Kraft treten, sobald ein Presley-Song gespielt oder gecovert wird, sind bis heute eine der größten Einnahmequellen von Elvis Presley Enterprises. Presley hatte die Verlagsrechte auch nach der kontrovers diskutierten – und häufig irreführend als Ausverkauf seiner musikalischen Rechte bezeichneten – Vertragsänderung mit der Plattenfirma RCA vom März 1973 behalten, mit der er für die Gesamtsumme von 5,4 Millionen US-Dollar auf die Tantiemen aus dem weiteren Verkauf von Tonträgern aller bereits aufgenommenen Lieder verzichtete. Die Rechte an den Originalaufnahmen lagen ohnehin bei der Plattenfirma RCA (heute Sony), nicht – wie Teile der Verlagsrechte – bei den Musikverlagen des Künstlers.

### Instrumente
“There’s been another rumor of sorts that’s kind of amusing. I read in one magazine that I can’t play a note on the guitar, and in another, the same week, that I’m the best guitar player in the world. Well, both of those stories are wrong. I’ve never had any music lessons, like I told you. But I’ve always enjoyed music of any kind, and musical instruments. […] I can plunk on it [the guitar] pretty good, and follow a tune if I’m really pressed to it. But I’ve never won any prizes and I never will.”

„Da gibt es noch so ein Gerücht, das ganz amüsant ist. Ich habe kürzlich in einem Magazin gelesen, dass ich keinen einzigen Ton auf der Gitarre spielen kann, und in einem anderen Magazin aus derselben Woche, dass ich der beste Gitarrist weltweit sei. Also, beide Geschichten sind falsch. Ich hatte nie irgendwelchen Musikunterricht, wie ich ja auch schon gesagt habe. Aber ich mochte immer schon Musik und Musikinstrumente […] Ich spiele ganz gut Gitarre und folge einer Melodie gut, wenn es gefordert ist. Aber ich habe noch nie irgendwelche Preise [für mein Gitarrenspiel] gewonnen und werde das auch nie.“

Das Instrument, mit dem Presley in erster Linie in Verbindung gebracht wird, ist die Gitarre. Mit einer akustischen Gitarre war er auf zahlreichen Plattencovern abgebildet, in den meisten seiner Filme und auf der Bühne zu sehen. Das Image des Gitarre spielenden King of Rock ’n’ Roll hat eine ganze Folgegeneration an Rockmusikern inspiriert, dieses Instrument zu erlernen, darunter Bruce Springsteen, Jimi Hendrix, Jimmy Page und Paul Simon.
Presley selbst schätzte sich weder als besonders guten noch besonders schlechten Gitarristen ein, gab aber während seiner gesamten Karriere gerne selbstironische Bemerkungen über seine Gitarrenkünste zum Besten: „I’d like to play this thing a little bit. Contrary to a lot of beliefs, I can play a little bit… very little bit“. „I’m actually going to play the guitar, I know 3 chords, believe it or not, I fake[d] them all“. Nach Aussagen einer Reihe von Musikern, die selbst Gelegenheit hatten, mit Presley zu spielen (darunter sein Leadgitarrist James Burton sowie Musiker und Komponist Tony Joe White), war Presley ein sehr guter Rhythmusgitarrist, der den Rockabilly-Sound der frühen Sun-Jahre neben Scotty Moore auch an der Gitarre maßgeblich beeinflusste. Diese Aussagen werden durch die sogenannte „Sit-down“-Sequenz aus dem 1968er Comeback-Special bestätigt, in der Presley sich auf der E-Gitarre begleitet. Als virtuoser und innovativer Leadgitarrist ist Presley jedoch nie in Erscheinung getreten; die Gitarre war für ihn in erster Linie Begleitinstrument und fungierte als solches live oft auch nur als Showelement.
Kurz nachdem Presley als Elfjähriger seine erste Gitarre geschenkt bekommen hatte, entdeckte er ein weiteres Instrument für sich: das Klavier, das Biografin Elaine Dundy als sein eigentliches Instrument bezeichnet. Im Gegensatz zum Spielen der Gitarre, bei dem er sich von zahlreichen Personen unterrichten ließ, brachte er sich das Klavierspielen selbst bei, obwohl die Presleys lange kein eigenes Klavier besaßen. Mit Beginn seiner Musikkarriere spielte Presley dann auch bei einer ganzen Reihe früher Studioaufnahmen und auch während der bekannten Million-Dollar-Quartet-Sessions 1956 Klavier. Zu hören ist er auch auf dem Gospel-Album How Great Thou Art (1966), für das er einen ersten Grammy erhielt, und weiteren Studiosessions ab 1968. Bei den Proben zum Fernseh-Comeback-Special aus dem Jahr 1968 entspannte er sich unter anderem mit dem Spielen von Beethovens Mondscheinsonate.
Praktisch überall, wo er sich länger aufhielt (auch während seiner Militärzeit in Deutschland), hatte er ein Klavier, denn es gehörte zu seinen liebsten Freizeitbeschäftigungen, gemeinsam mit Freunden am Klavier zu singen. Ab den 1970ern saß er auch bei seinen Konzerten hin und wieder selbst am Klavier, um seinen Gesang vor allem bei You’ll Never Walk Alone und Unchained Melody zu begleiten. Sein Klavierspiel bei diesen Gelegenheiten wird als „staccato“ bezeichnet. Zusammen mit der jeweiligen Gesangsdarbietung stellte es einen emotionalen Höhepunkt dar und war daher bei den Konzertbesuchern sehr beliebt.
Neben Gitarre (für die der Performer einige einfache Akkorde beherrschte) und Klavier spielte Presley auch E-Bass. Zu hören ist er beispielsweise am Fender Bass bei der Aufnahme von Treat Me Nice, B-Seite der Single Jailhouse Rock von 1957. Bass spielte er auch 1965 zusammen mit Paul McCartney bei einem Besuch der Beatles in seinem Haus in Bel Air. Eigenen Aussagen zufolge hatte er außerdem eine besondere Vorliebe für das Schlagzeug und die elektronische Orgel. Während seiner Zeit bei der Armee hat GI Presley sich offensichtlich auch am Akkordeon versucht.

### Produzent Presley im Aufnahmestudio
“Elvis produced his own records. He came to the sessions, picked the songs, and if something in the arrangement was changed, he was the one to change it. Everything worked out spontaneously. Nothing was really rehearsed. Many of the important decisions normally made previous to a recording session were made during the session.”

„Elvis produzierte seine Platten selbst. Er kam zu den Sessions, wählte die Songs aus und wenn irgendwas bezüglich der Arrangements geändert wurde, dann war er es, der es änderte. Alles wurde spontan umgesetzt, nichts war wirklich geprobt. Viele der wichtigen Entscheidungen, die normalerweise vor einer Session fallen, wurden hier währenddessen gefällt.“

Presleys Arbeit im Aufnahmestudio wurde stark von seinen ersten Erfahrungen in Sam Phillips’ Sun-Studio Mitte der 1950er-Jahre und den aufnahmetechnischen Möglichkeiten dieser Zeit geprägt. Als Produzent verfolgte Phillips die Strategie, seinen Musikern einen Rahmen für die eigene Kreativität zu geben, ohne ihnen Vorgaben zu machen, was und vor allem wie sie zu spielen hatten. Er konzentrierte sich in erster Linie darauf, den richtigen Moment für eine Aufnahme zu erfassen, ohne in den kreativen Prozess direkt einzugreifen. Üblich war in dieser Zeit, dass Sänger und Begleitmusiker die Songs gleichzeitig im Aufnahmestudio einspielten. Da es nur wenige Möglichkeiten gab, Fehler in einer Aufnahme nachträglich zu korrigieren, wurde ein Stück so lange komplett wiederholt, bis eine Aufnahme wirklich gelungen war.
Für die frühen Aufnahme-Sessions traf Presley sich mit seiner Band, den Blue Moon Boys mit Scotty Moore und Bill Black (später auch D.J. Fontana), im Sun-Studio. Erst vor Ort entschieden die Beteiligten, an welchen Songs sie sich für eine Aufnahme probieren wollten. Songtexte (sofern nicht ohnehin bekannt) wurden erst vor Ort einstudiert und die Arrangements selbst von den Musikern im Prozess erarbeitet. Nichts wurde vom Blatt gelesen, Notenblätter und vorgefertigte Arrangements waren unerwünscht. Schließlich ging es nicht darum, eine im technischen Sinne perfekt arrangierte Aufnahme vom Blatt zu spielen, sondern eine möglichst individuelle, spontan entstandene Aufnahme zu kreieren, die durch „perfect imperfection“ vor allem das Gefühl eines Songs bestmöglich transportierte. Entsprechend unstrukturiert verliefen die Studio-Sessions. Die Musiker probierten so lange gemeinsam, bis ein Punkt erreicht war, an dem alle gelöst und frei genug waren, diese besondere Aufnahme zu realisieren.
Als Presley Ende 1955 vom Independent-Label Sun zum Branchenriesen RCA wechselte, behielt er die von Sam Phillips erlernte Arbeitsweise bei. Da der A&R-Manager Steve Sholes, der anfangs neben Chet Atkins offiziell als Produzent der Presley-Sessions fungierte, zunächst keinen Zugang zur Arbeitsweise seines neuen Künstlers fand, übernahm Presley die Leitung seiner Studioaufnahmen und produzierte sich von da an mehr oder weniger selbst, ohne je als Produzent auf seinen Platten genannt zu werden. Unterstützt wurde er bei seinen Studioaufnahmen im Laufe seiner Karriere von einer ganzen Reihe von Persönlichkeiten, wie etwa dem Komponistenteam Jerry Leiber/Mike Stoller, o. g. Steve Sholes und Chet Atkins, Chips Moman vom American Sound Studio, Felton Jarvis, der 1970 als Angestellter RCAs direkt in die Dienste Elvis Presleys wechselte, und verschiedenen Toningenieuren.
Bei seiner Arbeitsweise spielte die Wahl des Aufnahmestudios für Presley keine große Rolle. Viel wichtiger war es, im jeweiligen Studio eine entspannte, informelle Atmosphäre herzustellen, die Druck von den beteiligten Musikern nahm, Spontanität und Improvisation förderte, um so gemeinsam möglichst viel Spielfreude in die Aufnahmen einzubringen. Stimmte die Atmosphäre und die eigentliche Session begann, ging es dann meist zügig voran, wobei Presley bevorzugt in den Abendstunden und nachts aufnahm. Er mochte es auch in späteren Jahren nicht, seinen Gesangspart vorab auf Band zu singen, da dies der Spontanität aller Beteiligten enge Grenzen setzte, auch wenn dieses modernere Verfahren tontechnisch bessere Aufnahmen garantierte. Für die Musiker hieß dies, wie Schlagzeuger Ronnie Tutt schildert, dass man nicht nur viel Erfahrung als Studiomusiker, sondern vor allem die Fähigkeit haben musste, musikalisch perfekt mit Presley zu kommunizieren und sich spontan kreativ einbringen zu können.
Presley traf alle wesentlichen Entscheidungen bezüglich Auswahl und Produktion seiner Musik selbst, aber er brachte sich – waren Master sowie Single erst einmal festgelegt – nicht weiter in die Vermarktung seiner Musik ein. Dies überließ er Management und Plattenfirma. Elvis Presley war stets eher ein Single-Künstler, der Song für Song auswählte und individuell interpretierte, aber nicht in den Kontext einer übergeordneten Album-Idee stellte, die sich nur ein Thema oder einen bestimmten Stil vornahm. Wo andere Musiker ihre Konzeptalben quasi von außen nach innen konzipierten, indem sie ein großes Bild erdachten, zu dem jedes Stück ein Puzzleteil beitrug, kreierte Presley seine Musik von innen nach außen – sie fügte sich erst nach dem unmittelbaren Produktionsprozess zu einem großen Ganzen.

### Live
“It’s like a surge of electricity going through you. It’s almost like making love, but it’s even stronger than that. Sometimes I think my heart is going to explode.”

„Es ist wie ein Stromstoß, der mich durchfährt. Es ist fast wie Liebe machen, nur eben noch stärker. Manchmal denke ich, mein Herz explodiert.“

Elvis Presley gilt als einer der charismatischsten Live-Performer der Rock- und Popgeschichte. Erreichte er 1954 auch mit der Radioübertragung des Rockabilly-Klassikers That’s All Right Mama erste Bekanntheit, so waren es vor allem seine explosiven Live-Auftritte, die Vertreter der Musikindustrie früh auf das Talent aufmerksam machten und ihn, als sie 1956/57 erstmals im amerikanischen Fernsehen übertragen wurden, auf einen Schlag überregional bekannt machten. Presleys häufig zitierte Live-Performance von Hound Dog in der Milton-Berle-Show am 5. Juni 1956 gehört zu seinen bekanntesten Auftritten dieser Zeit, da sie eine nationale Kontroverse auslöste, die sich vor allem an den als unsittlich empfundenen Bewegungen des Sängers entzündete. Bewegungen, die er selbst in einem Interview von 1972 schlicht als „body vibrations“ (Körpervibrationen) definierte.
Wie der Kommunikationswissenschaftler Gilbert Rodman in seiner Analyse des Auftritts ausführt, hatten diese „Körpervibrationen“ nichts mit den damals üblichen, verhaltenen Tanz- bzw. Bewegungseinlagen von Popkünstlern gemein, die sich auf Fingerschnippen und leichtes Wippen des Oberkörpers beschränkten. Stattdessen bot Presley, der sich bei diesem Auftritt nicht wie sonst auf der akustischen Gitarre begleitete, eine ungehemmte Performance, bei der sein ganzer Körper – besonders jedoch der Unterkörper – permanent in Bewegung war. Dies visualisierte die starke Rhythmusbetonung des Songs und verlieh dem eher schlichten Text des Komponistenduos Leiber & Stoller – vor allem durch das expressive Spiel mit dem Mikrofonständer – eine neue Bedeutungsebene.
Relativ wenig bekannt ist, dass Presley seine Version von Hound Dog im Frühjahr 1956 in erster Linie als humoristische Einlage für seine Konzerte konzipierte (eine Plattenaufnahme war zunächst gar nicht geplant), nachdem er eine parodistische Nummer der weißen Gesangsformation Freddie Bell & The Bellboys in Las Vegas gesehen hatte. Die humoristische Einlage wird verständlich, wenn man sich den Songtext genauer anschaut: Eine weibliche Erzählstimme beklagt sich über ihren Partner, einen echten Windhund/Taugenichts, den sie wohl besser so schnell wie möglich vor die Tür setzen sollte. Durch Presleys rhythmisch-aggressive Interpretation aus männlicher Sicht, die kaum noch etwas mit Big Mama (Willie Mae) Thorntons langsamerer, klagender Blues-Version nach Leiber & Stoller zu tun hat, kehrt sich die Textaussage des Songs um, was durch die körperbetonte Performance mit Bein- und Hüftbewegungen und die „Verführung des Mikrofonständers“ akzentuiert wird. Die heftigen Reaktionen auf diesen Auftritt, der Presley endgültig den Titel Elvis the Pelvis (Elvis, das Becken) einbrachte, belegen, dass die sexuelle Anspielung sehr wohl verstanden wurde, der Witz in der Szene jedoch nicht. Zahlreiche männliche Kritiker stellten sofort den Zusammenhang zwischen Presleys Bewegungen mit denen von Stripteasetänzerinnen her, werteten dies aber nicht als humoristische Einlage, in der ein Mann weibliches Verhalten parodiert, während er ein Lied aus der Perspektive einer Frau singt. Vielmehr bestätigte der Auftritt die schlimmsten Befürchtungen des amerikanischen Mittelstands in Bezug auf Rock ’n’ Roll und warf Presley exhibitionistisches Verhalten vor.
Indem Presley im nationalen Fernsehen einen Song in einem innovativen musikalischen Stil interpretierte, der eine Fusion von regionalen Musikrichtungen der weißen und afroamerikanischen Arbeiterklasse (Country und Rhythm & Blues) darstellte, und dabei gleichzeitig etabliertes Entertainment parodierte, rüttelte er gleich an mehreren moralischen Säulen der amerikanischen Gesellschaft der fünfziger Jahre: dem Konzept der Rassentrennung, unterschiedlichen moralischen Normen für adäquates Geschlechterverhalten von Männern und Frauen, Klassenzugehörigkeit und Herkunft. Presleys Live-Auftritte im Fernsehen wurden von nun an zensiert bzw. entschärft, und bei einem Konzert in Florida wurde ihm 1956 unter Androhung einer Haftstrafe gleich ganz verboten, den Unterkörper auch nur andeutungsweise zu bewegen. Ersatzweise bewegte er – strengstens bewacht von der örtlichen Polizei – ausschließlich den kleinen Finger zum Rhythmus seiner Musik, was bei seinem jugendlichen Publikum mit derselben Begeisterung aufgenommen wurde wie der verbotene volle Körpereinsatz. Ab 1969 setzte Presley in der Konzeption seiner Live-Show in Las Vegas und auf Tournee in anderer Weise neue Maßstäbe in Sachen Selbstinszenierung eines Popstars.

## Nachleben: Die posthume Karriere

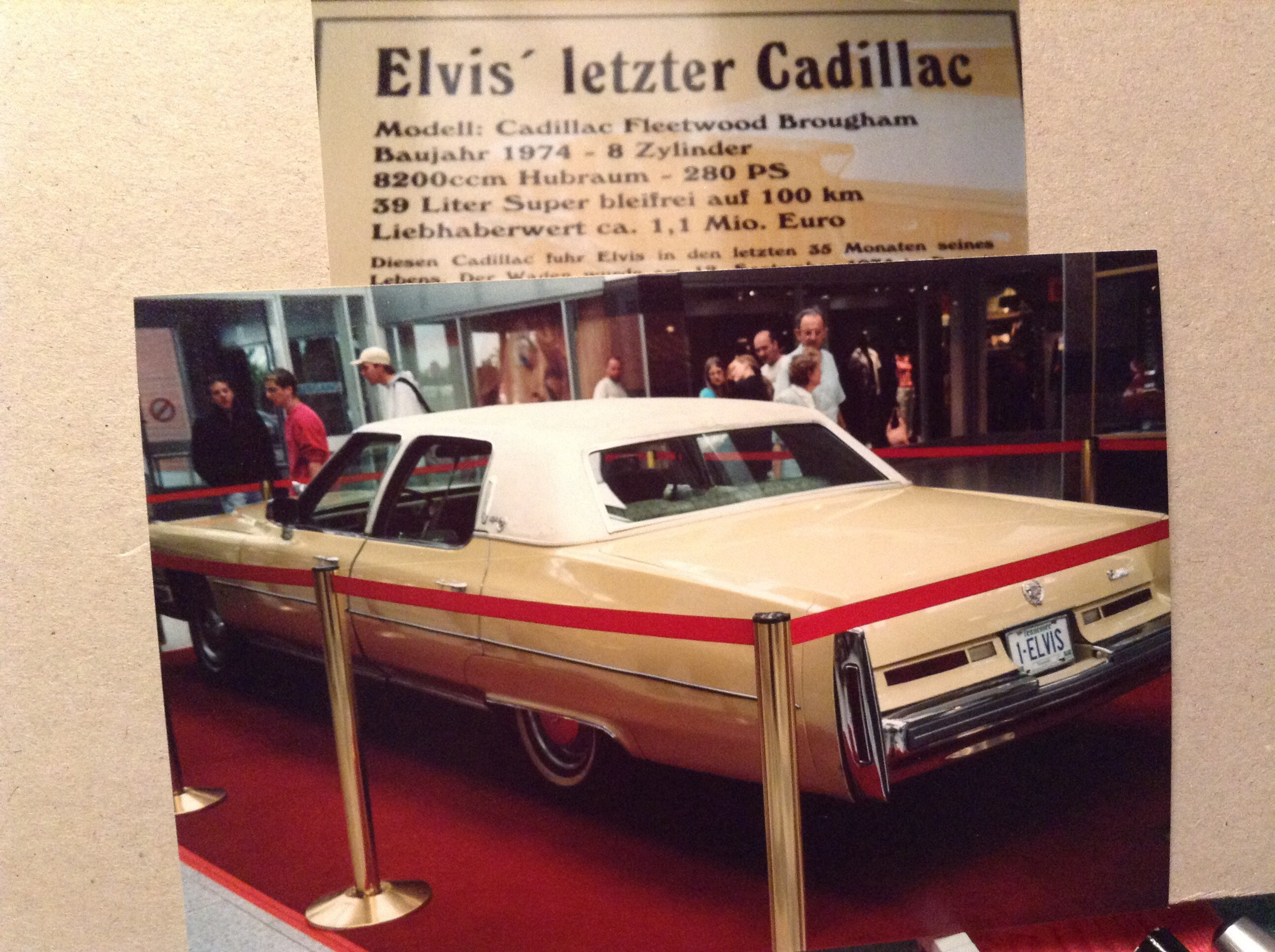
Presley-Ausstellung 2003 in Leipzig

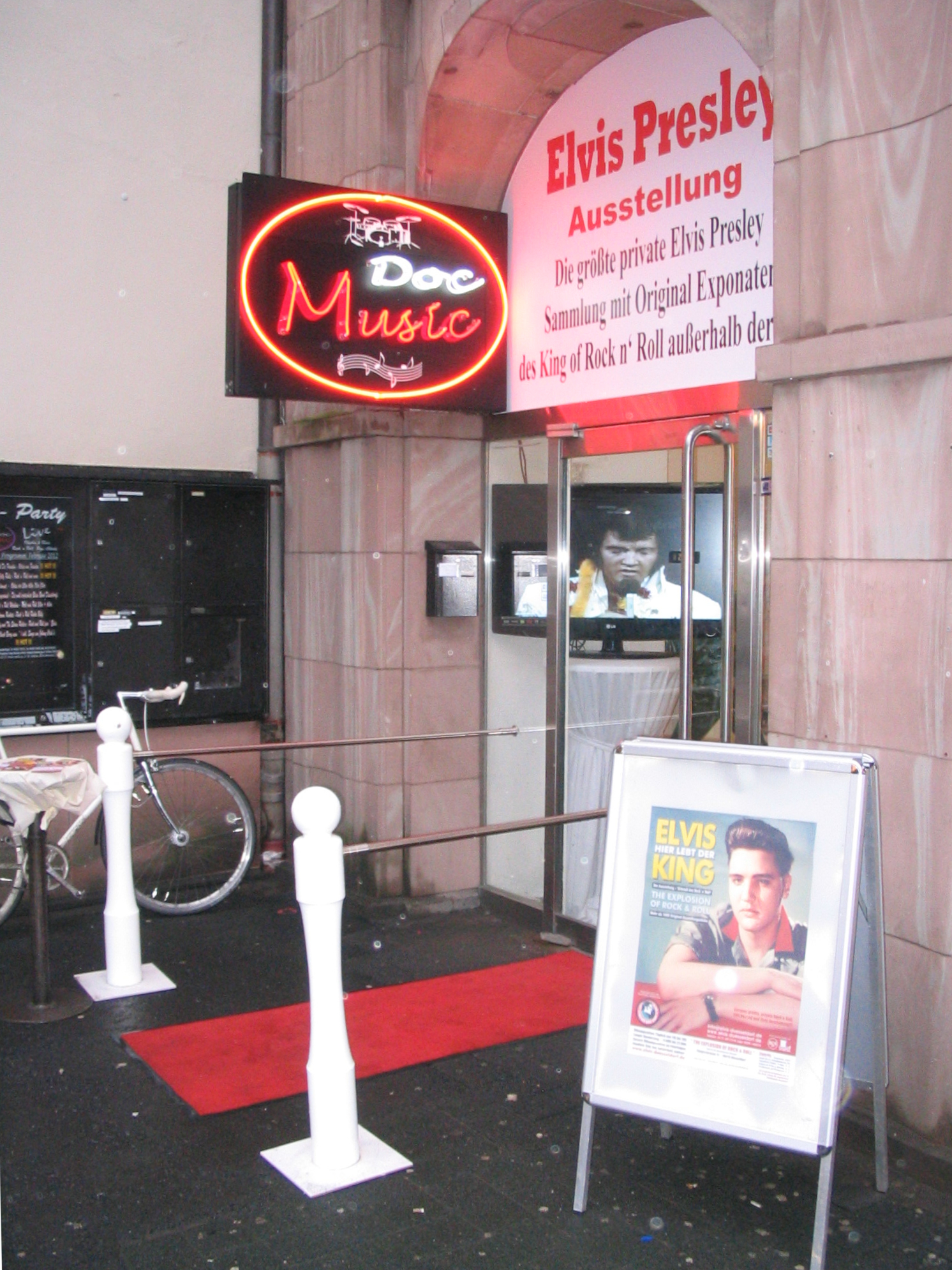
Presley-Ausstellung in Düsseldorf (2012)

Als Elvis Presley 1977 im Alter von 42 Jahren starb, hinterließ er weder eine Autobiographie noch sonstige Aufzeichnungen, anhand derer man sich neben seiner Musik ein Bild über seine Person hätte machen können. Er schrieb zeitlebens nur wenige Briefe, gab kaum Interviews und wenn, dann häufig im Zuge von Pressekonferenzen, die kaum den richtigen Rahmen für ein tiefergehendes Gespräch bildeten. Fragen zu seinem Privatleben oder zu seiner politischen Haltung wies er stets freundlich, aber bestimmt zurück.
Presley trat nie in Talkshows auf, verkehrte nur mit wenigen ausgesuchten Kollegen aus dem Entertainment und mied Veranstaltungen wie Preisverleihungen oder Prominentenpartys. Stattdessen sah man ihn immer wieder bei Konzerten von Kollegen in Las Vegas, in Memphis, in der Presselounge bei einem Footballspiel oder bei einem Karateturnier. Stets präsent war sein Gefolge aus Mitarbeitern und alten Freunden wie Red West, Sonny West, Joe Esposito, Billy Smith und Jerry Schilling – von der Presse als „Memphis Mafia“ bezeichnet.
Außer den Rahmendaten einer sehr erfolgreichen Karriere war bis 1977 in der breiten Öffentlichkeit wenig über ihn bekannt. Dies ließ viel Raum für Spekulationen, die der Mythologisierung und letztendlich auch Falschinformation über Presley Vorschub leisteten und die heute fester Bestandteil seiner Geschichte als Teil der Popkultur sind. In Untersuchungen zur amerikanischen Popkultur, die sich mit dem anhaltenden Phänomen Elvis Presley beschäftigen, wird daher die posthume Karriere Presleys ab 1977 als eigenständiges Thema gesehen.

## Erfolge

### Tonträgerverkäufe
Bis zu seinem Tod im August 1977 soll Elvis Presley weltweit zwischen 400 und 500 Millionen Tonträger verkauft haben; im ersten Jahr nach seinem Tod kamen schätzungsweise weitere 200 Millionen hinzu. Einigermaßen seriösen Recherchen zufolge waren es bis 2007 über eine Milliarde. Damit gilt Presley als der wahrscheinlich kommerziell erfolgreichste Solokünstler weltweit. Die unabhängige RIAA (Recording Industry Association of America) zeichnete ihn 2004 zudem als Best Selling Solo Artist in U.S. History aus, – eine Auszeichnung, die er zwischendurch an den Country-Sänger Garth Brooks abtreten musste, um sie sich Anfang Dezember 2010 erneut zu sichern.
Presley verzeichnet mit 167 (Stand: Dezember 2011) die meisten Tonträger, die von der RIAA mit Gold (mindestens 500.000 verkaufte Tonträger), Platin (eine Million), oder Multiplatin (mehrere Millionen) zertifiziert wurden, und seit September 2011 auch einen Diamant-Award (ab zehn Millionen.) Ihm folgen die Beatles mit 114 Zertifizierungen (Stand September 2011). Da immer wieder neue Presley-Veröffentlichungen Gold-, Platin- oder Multiplatin-Status erreichen, ist die Tendenz seiner Zertifizierungen steigend. Bei der RIAA werden nur die Inlandsverkäufe erfasst, die mindestens Gold erreicht haben, deshalb sind die RIAA-Werte eines Künstlers auch nicht gleichbedeutend mit den von ihm insgesamt in den USA verkauften Tonträgern. Alles, was unter bzw. zwischen den Schwellenwerten liegt, wird nicht gezählt. Zudem werden Single-Verkäufe zwar von der RIAA zertifiziert, aber nicht wie die Alben für die Vergabe des Best Selling Solo Artist in U.S.-History angerechnet, was im Falle Presleys eine Differenz von etwa 50 Millionen verkauften Tonträgern ausmacht.
Auslandsverkäufe sind generell bei allen Künstlern – vor allem, wenn sie Jahrzehnte zurückliegen – schwierig zu verfolgen. Im Falle Presleys, der seine Auslandstantiemen direkt beziehungsweise nicht über RCA in den USA erhielt, versucht man auch hier, das Bild nach und nach zu vervollständigen. Aufgrund der Entwicklung der Musikbranche in den letzten Jahrzehnten kann man davon ausgehen, dass das Verhältnis von Verkäufen innerhalb der USA zu denen im Rest der Welt bei 1/3 zu 2/3 liegt.

### Charterfolge USA
Wenn von Presleys Charterfolgen in den USA die Rede ist, werden nur seine Erfolge in den Billboard-Pop-Charts zum Vergleich mit anderen Künstlern herangezogen. Wie erfolgreich er tatsächlich war, lässt sich am besten aus einer Gesamtbetrachtung aller relevanten Billboard-Charts ersehen. So war er in den Pop-Charts bis 2008 mit 165 Songs vertreten, in den Country-Charts mit 85 (1955–1998), mit 53 in den Adult-Contemporary- (1961–2002) und 35 in den Rhythm-&-Blues-Charts (1956–1963). Presley ist bis heute der einzige Musiker, der Nummer-eins-Hits in den Pop-, Country-, Adult-Contemporary- und Rhythm-&-Blues-Charts hatte.
Seinen zehn Nummer-eins-Alben in Billboards Pop-Charts stehen sieben Nummer-eins-Alben in den Country-Charts und zwei Nummer-eins-Alben in den Weihnachtscharts gegenüber. Bis 1977 hatte Presley statt neun eigentlich 15 unterschiedliche Nummer-eins-Alben, das Aloha-Album, das sowohl in den Pop- als auch in den Country-Charts die Spitzenposition erreichte, und Elvis Sings The Wonderful World of Christmas, das 1972 und 1973 die Spitzenposition erreichte, jeweils nur einmal gerechnet. Presley hatte 27 Top-Ten-Alben in den Pop- und 30 in den Country-Charts.
Mit 165 Songs in den amerikanischen Billboard-Pop-Charts zwischen 1955 und 2008 ist Presley bis heute der unangefochtene Spitzenreiter dieser Chart-Kategorie, gefolgt von James Brown (107) und Ray Charles (91). Ferner hat er mit 104 Liedern die meisten Top-40-Songs in diesem Zeitraum vor Elton John (56) und den Beatles (51), mit 38 Titeln auch die meisten Top-Ten-Hits vor Madonna (37) und den Beatles (34). Mit insgesamt 80 Wochen auf Platz eins hält er bis heute auch diesen Rekord in den Pop-Charts vor Madonna (79) und den Beatles (59). Bei der Anzahl der Nummer-eins-Hits liegt er gemeinsam mit Mariah Carey (beide 18) auf Platz zwei hinter den Beatles mit 20.
Presley ist der einzige Musiker, der in zwei Jahrzehnten als erfolgreichster Solokünstler mit seinen Songs die Pop-Charts dominierte, nämlich die 1950er (vor Pat Boone) und die 1960er-Jahre (vor Ray Charles). In den 1970er-Jahren musste er seine Spitzenposition an Elton John abtreten und rangierte auf Platz sieben. Nach Billboards Klassifizierungssystem ist Presley der erfolgreichste Musiker der Pop-Charts zwischen 1955 und 2008 – mit weitem Abstand in Punkten vor den Beatles, Elton John, Madonna und Mariah Carey auf den nachfolgenden Plätzen.
Neben zahlreichen Hits in den Pop-Charts hatte Presley im Zeitraum von 1955 bis 1998 85 Hits in den Billboard-Country-Charts, davon 65 bis zu seinem Todesjahr. Bis 1977 konnte er 48 Top-40-Single-Platzierungen für sich verbuchen. 42 Hits kamen in die Top 20, 10 kamen auf Platz 1 (elf bis 2008). Zu Beginn seiner Karriere beim Sun-Label wurden Presley-Titel zunächst nur in den regionalen, damals noch so genannten „Country & Western-Charts“ in Memphis geführt – hier hatte er zwischen 1954 und 1956 acht Top-fünf-Titel. Presley hatte in den Country-Charts sieben Nummer-eins-Alben, die bis auf das Live-Album Aloha From Hawaii nicht deckungsgleich mit seinen Nummer-eins-Alben in den Pop-Charts waren. Sechs der sieben Nummer-eins-Alben stammen aus dem Zeitraum von 1973 bis 1977. Insgesamt 30 Alben kamen bis 2004 unter die Top Ten, 36 in die Top 20 und 45 in die Top 40. In der Liste der 300 erfolgreichsten Country-Musiker zwischen 1944 und 2008 rangiert Presley auf Platz 38, obwohl er nur in den 1950ern und 1970ern in diesem Genre aktiv war.
In Billboards Adult-Contemporary-Charts (auch Easy-Listening-Charts) hatte Presley zwischen 1961 und 2002 insgesamt 53 Hits, 48 Top-40-, 41 Top-20- und sieben Nummer-eins-Hits. Nach Elton John, Frank Sinatra und Barbra Streisand hatte Elvis Presley die meisten Hits in dieser Chart-Kategorie, er rangiert auf Platz 8 der 200 erfolgreichsten Adult-Contemporary-Künstler des Zeitraums 1961 bis 2006. In Billboards Rhythm-&-Blues-Charts, die vorwiegend schwarzen Musikern vorbehalten war, erzielte Presley 35 Hits zwischen 1956 und 1963, davon 29 in den Top 20, 24 in den Top 10 und sechs Nummer-eins-Hits. Damit gilt Elvis Presley bis heute als der erfolgreichste weiße Musiker der Billboard-Rhythm-&-Blues-Charts (Hot R&B/Hip–Hop Songs).
Relativ wenig bekannt ist, dass Presley hinter Bing Crosby und Gene Autry auch der dritterfolgreichste Interpret von Weihnachtssongs ist. Die RIAA gab 2008 bekannt, dass Elvis’ Christmas Album, eine Zusammenstellung von Weihnachtssongs aus den 1950ern und 1970ern, für das er im September 2011 auch seine bislang einzige Diamant-Auszeichnung erhielt, das meistverkaufte Weihnachtsalbum in den USA ist. Zwischen 1963 und 1973 erschienen Weihnachtsalben generell nicht mehr in anderen Billboard-Charts, sondern wurden ausschließlich in speziellen Weihnachts-Charts veröffentlicht. In diesem Zeitraum setzte sich Presleys Veröffentlichung Elvis Sings The Wonderful World of Christmas gleich zweimal, 1972 und 1973 an die Spitze dieser Chartkategorie. Als einzelne Songs waren vor allem 1964 Blue Christmas mit Platz eins und 1966 If Every Day Was Like Christmas mit Platz zwei erfolgreich.
Zu Beginn von Presleys Karriere spielte in der Musikindustrie die Single als Tonträger noch eine wesentlich größere Rolle als das Album, das sich viele Musikliebhaber finanziell nur hin und wieder leisten konnten. Die Brücke zwischen Single und Album schloss eine Zwischenform, die sogenannte Extended Play, die bis zu sechs Songs umfasste. In der Hochphase der EPs gab es hierfür eine separate Chartkategorie neben den Single- und LP-Charts, in der Presley zwischen 1957 und 1959 16 Spitzenreiter verzeichnete.

### Ehrungen und Auszeichnungen

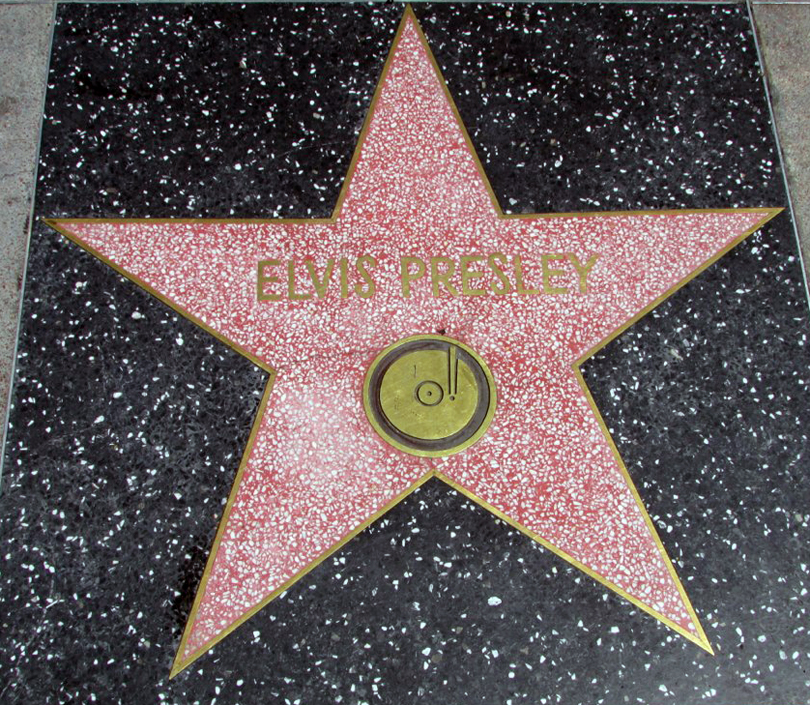
Presleys Stern auf dem Hollywood Walk of Fame an der 6777 Hollywood Boulevard

Die 1957 gegründete National Academy of Recording Arts and Sciences zeichnete Presley 1971 als den bis dahin jüngsten Vertreter mit dem Lifetime Achievement Award aus, mit dem die Lebenswerke herausragender Musiker aller Genres und Stilrichtungen gewürdigt werden. Presley war nach Bing Crosby, Frank Sinatra, Duke Ellington, Ella Fitzgerald und Irving Berlin der sechste Preisträger dieser Auszeichnung.
Presley wurde bis 1978 vierzehnmal für die Grammy Awards nominiert, den er dreimal für Gospelaufnahmen erhielt:
- 1967: Album How Great Thou Art von 1966
- 1972: Album He Touched Me von 1972
- 1974: Live-Interpretation von How Great Thou Art. Konzert in Memphis vom 20. März 1974[248]

Weitere fünf Nominierungen gab es für posthum herausgegebene Box-Sets, zuletzt für das 2011 von Ernst Jorgensen zusammengestellte Set Young Man With The Big Beat: The Complete ’56 Elvis Presley Masters in der Kategorie „Bestes Historisches Album“. Die NARAS nahm ferner sechs Studioaufnahmen von Presley in die NARAS Hall of Fame auf:
- Hound Dog (1956, aufgenommen 1988)
- Heartbreak Hotel (1956, aufgenommen 1995)
- That’s All Right (1954, aufgenommen 1998)
- Suspicious Minds (1969, aufgenommen 1999)
- Don’t Be Cruel (1956, aufgenommen 2002)
- Are You Lonesome Tonight (1960, aufgenommen 2007).

Diese Hall of Fame wurde 1973 gegründet, um Aufnahmen von dauerhafter hoher Qualität und historischer Bedeutung auszuzeichnen, wobei die Songs älter als 25 Jahre sein müssen.
Für seine musikalischen Erfolge erhielt Presley zahlreiche weitere Auszeichnungen aus dem In- und Ausland, die neben seinen Gold- und Platinplatten in Graceland ausgestellt sind. Presleys ehemaliger Wohnsitz ist seit 1982 für Besichtigungen geöffnet und wurde 2006 aufgrund seiner historischen Bedeutung von der US-Regierung als National Historic Landmark ausgezeichnet. Graceland hat jährlich etwa 600.000 Besucher.
Presley ist als einziger Künstler in fünf Halls of Fame vertreten: Rock ’n’ Roll, Rockabilly, Country, Blues und Gospel. 1984 erhielt er posthum den W. C. Handy Award der Blues Foundation in Memphis für seine Verdienste um den Blues sowie den Golden Hat Award der Academy of Country Music.
1970 wurde Presley von der United States Junior Chamber als einer der „Zehn herausragenden jungen Männer der Nation“ (Ten Outstanding Young Men of the Nation) ausgezeichnet. Diese Auszeichnung heißt heute „Ten Outstanding Americans“ und wird seit 1938 jährlich von einer Jury vergeben. Sie würdigt Errungenschaften in allen Bereichen des Lebens, darunter Wirtschaft, Wissenschaft, Medizin, Sport und Entertainment.
1992 gab die US-Post eine Elvis-Briefmarke heraus. Zur Auswahl standen zwei Motive, eins mit Abbild des jungen Sängers aus dem Jahr 1956 und eins mit dem Aloha-Entertainer von 1973. Zum ersten Mal in der Geschichte der US-Post wurde eine Umfrage in der Bevölkerung gestartet, welches Motiv die Briefmarke zieren solle. 1,2 Millionen US-Bürger stimmten ab und wählten den jungen Presley zum Briefmarkenmotiv. Die Marke wurde schnell zum Verkaufsschlager; sie gilt mit einer Auflage von 500 Millionen Stück als die meistverkaufte Briefmarke in den USA. Bereits 1988 war eine deutsche Briefmarke mit einem anderen Motiv herausgegeben worden.
50 Jahre nach Presleys Aufnahme von That’s All Right listete ihn der Rolling Stone 2004 hinter den Beatles und Bob Dylan auf Rang drei der 100 größten Musiker aller Zeiten. In einer weiteren Liste des Magazins belegt Elvis ebenfalls Rang drei der 100 größten Sänger aller Zeiten.
2007 wurde in Honolulu im Andenken an sein Konzert Aloha from Hawaii aus dem Jahr 1973 eine lebensgroße Elvis Aloha Statue errichtet.
2012 wurde ihm mit Paradonea presleyi eine in Afrika vorkommende Röhrenspinnenart gewidmet.
Im November 2018 verlieh US-Präsident Donald Trump Elvis Presley posthum die Presidential Medal of Freedom.

#### Straßenbenennungen und ortsbezogene Denkmale
- Tupelo, MS, USA: Straßenumbenennung bei seinem Geburtshaus (* 1935), heutige Adresse: 306 Elvis Presley Drive
- Memphis, TN, USA
  - Graceland, Straßenumbenennung bei seinem Wohnsitz (ab 1957): 3764 Elvis Presley Boulevard. Beschluss des Stadtrats vom 29. Juni 1971, Feier im Januar 1972.[258]

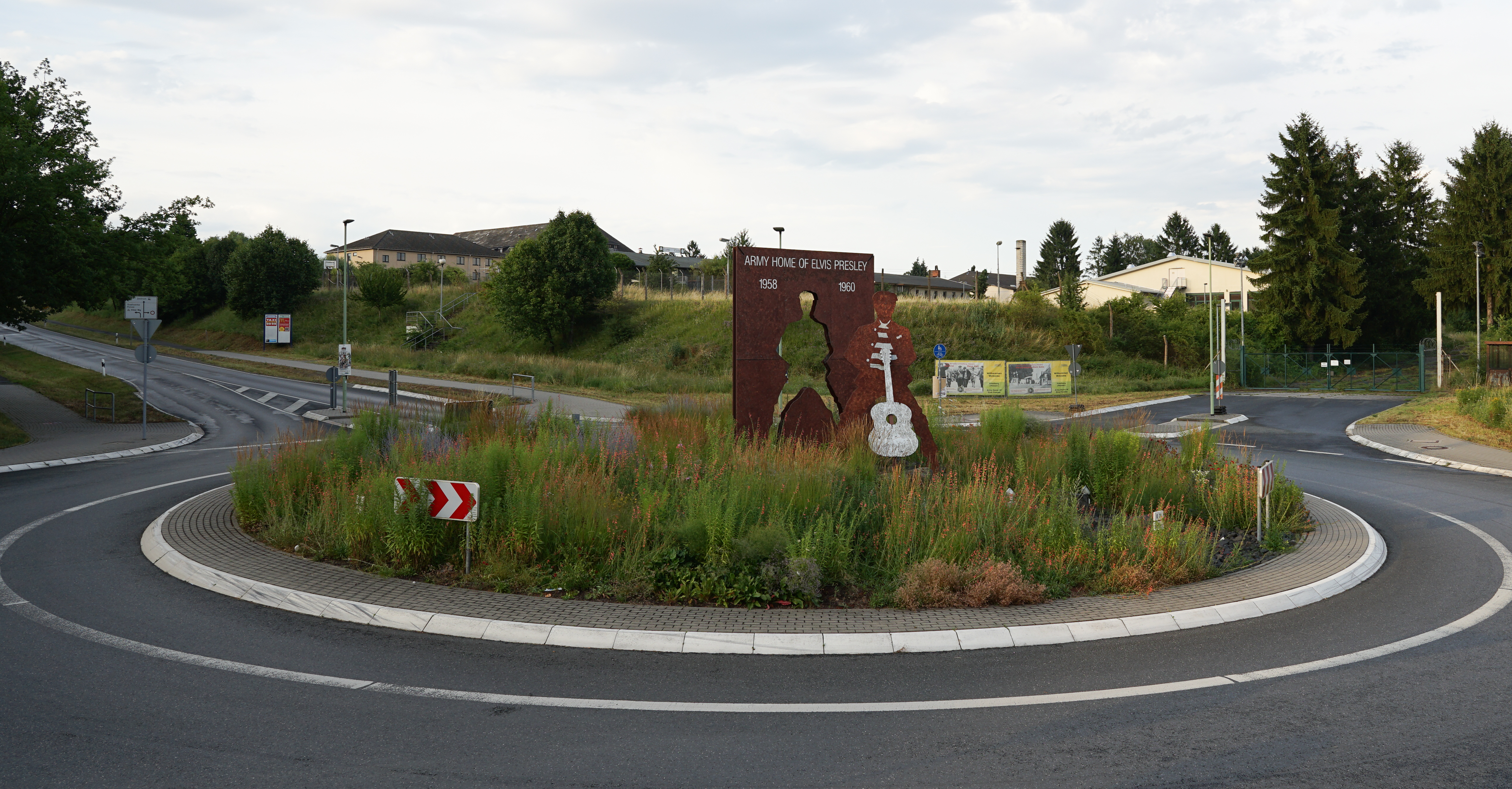
Elvis-Presley-Denkmal vor den ehemaligen Ray Barracks in Friedberg

  - Elvis-Presley-Statue
- Elvis-Presley-Denkmal vor den ehemaligen Ray Barracks in Friedberg Memorial am ehemaligen US-Panzerplatz Eichkopf bei Ober-MörlenFriedberg, Hessen, D:

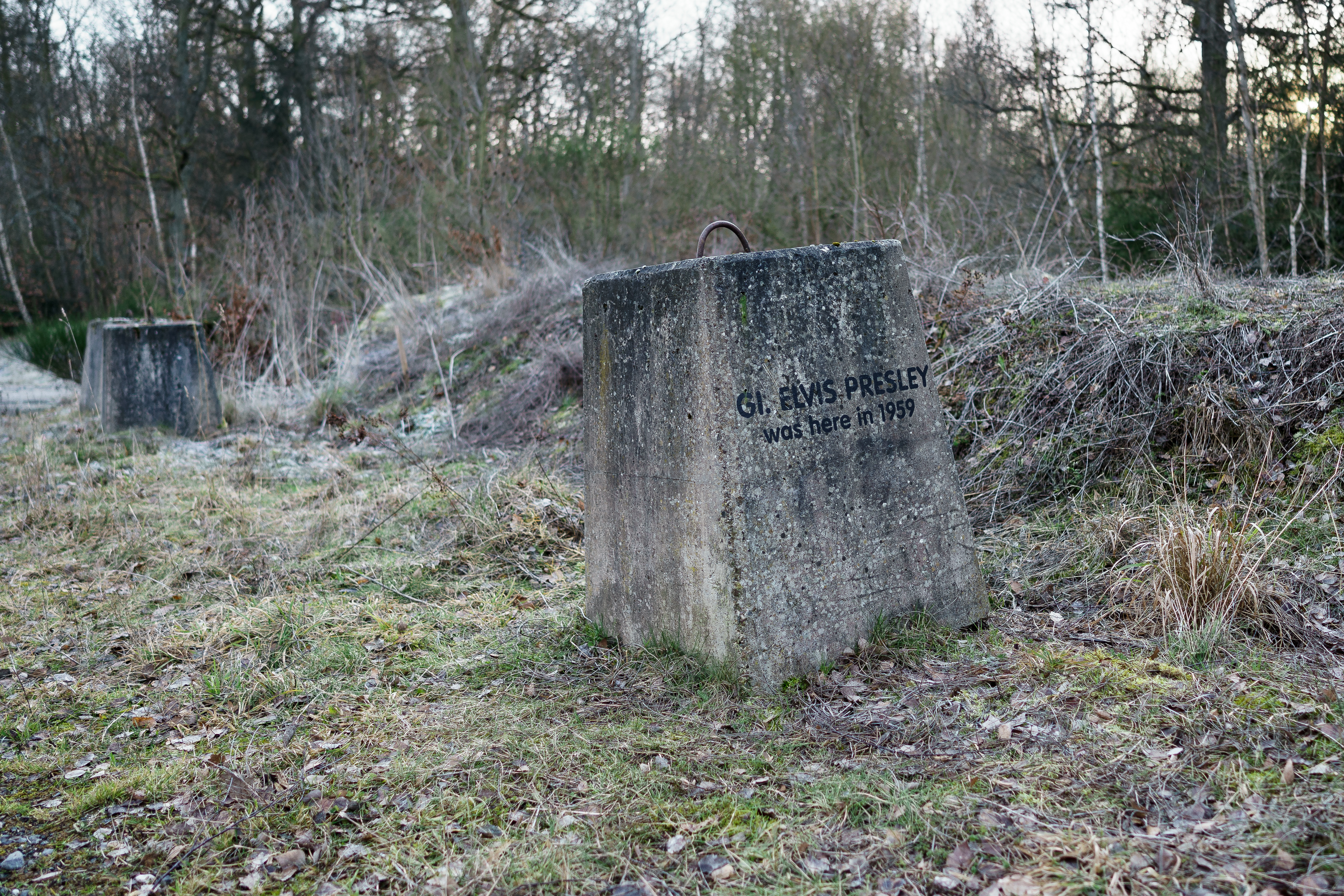
Memorial am ehemaligen US-Panzerplatz Eichkopf bei Ober-Mörlen

  - am Elvis-Presley-Platz, Kreisverkehr bei den ehemaligen Ray Barracks: Stahlplatten „Army home of Elvis Presley, 1958(–)1960“
  - 2018 Ampelmännchen
- bei Ober-Mörlen, D am ehemaligen US-Panzerplatz Eichkopf: Aufschrift auf Betonblock „GI. Elvis Presley was here in 1959“

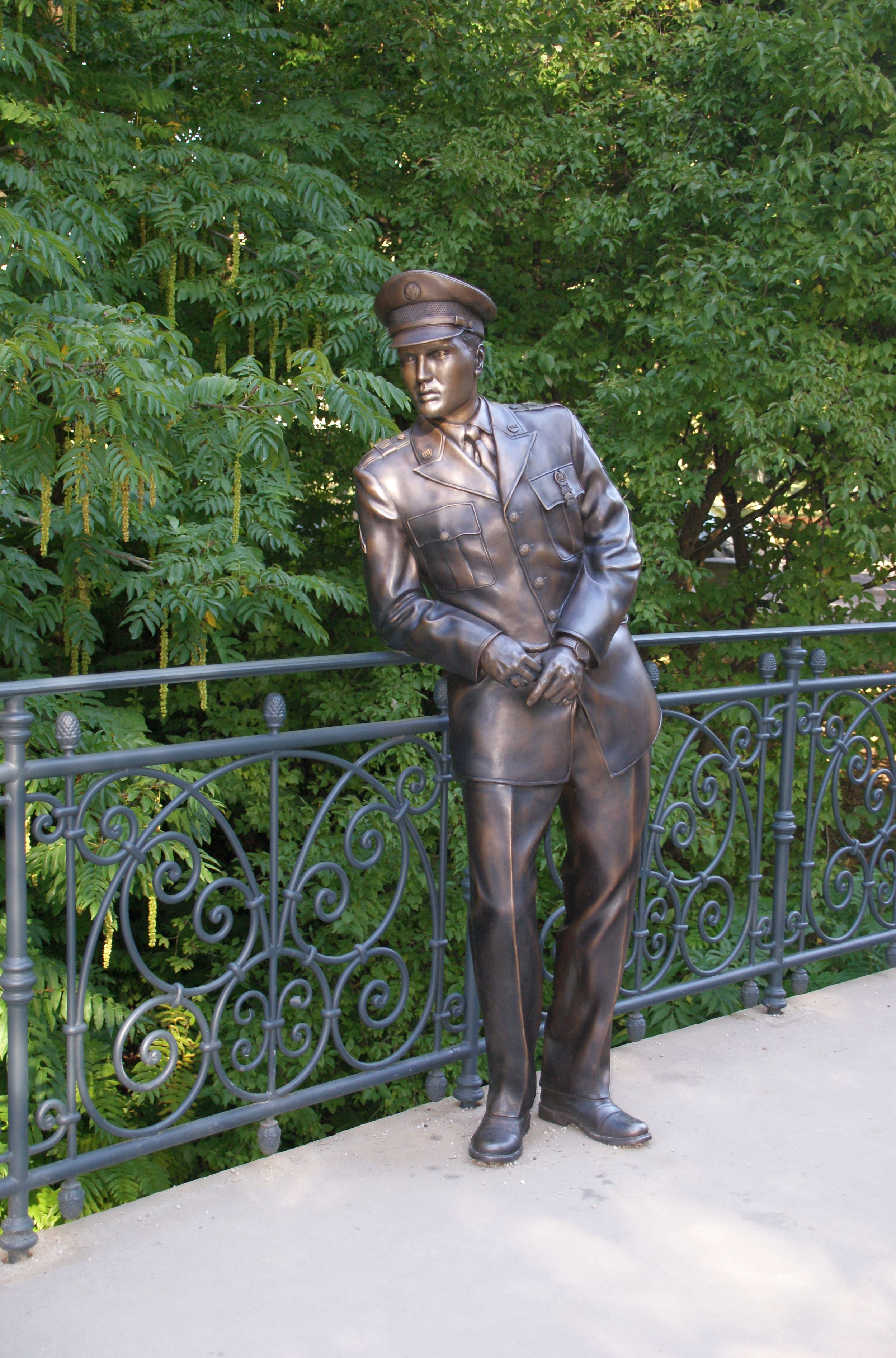
Bronzestatue in Bad Nauheim

- 13. August 2021 Bronzestatue auf der Usa-Brücke in  Bad Nauheim[259]

## Diskografie
Studioalben

| Jahr | Titel Musiklabel Katalog-Nr.                                          | Höchstplatzierung, Gesamtwochen/‑monate, AuszeichnungChartplatzierungen (Jahr, Titel, Musiklabel Katalog-Nr., Platzierungen, Wochen/Monate, Auszeichnungen, Anmerkungen) | Höchstplatzierung, Gesamtwochen/‑monate, AuszeichnungChartplatzierungen (Jahr, Titel, Musiklabel Katalog-Nr., Platzierungen, Wochen/Monate, Auszeichnungen, Anmerkungen) | Höchstplatzierung, Gesamtwochen/‑monate, AuszeichnungChartplatzierungen (Jahr, Titel, Musiklabel Katalog-Nr., Platzierungen, Wochen/Monate, Auszeichnungen, Anmerkungen) | Höchstplatzierung, Gesamtwochen/‑monate, AuszeichnungChartplatzierungen (Jahr, Titel, Musiklabel Katalog-Nr., Platzierungen, Wochen/Monate, Auszeichnungen, Anmerkungen) | Höchstplatzierung, Gesamtwochen/‑monate, AuszeichnungChartplatzierungen (Jahr, Titel, Musiklabel Katalog-Nr., Platzierungen, Wochen/Monate, Auszeichnungen, Anmerkungen) | Höchstplatzierung, Gesamtwochen/‑monate, AuszeichnungChartplatzierungen (Jahr, Titel, Musiklabel Katalog-Nr., Platzierungen, Wochen/Monate, Auszeichnungen, Anmerkungen) | Anmerkungen |
| Jahr | Titel Musiklabel Katalog-Nr.                                          | DE | AT | CH | UK | US | Country | Anmerkungen |
| ---- | --------------------------------------------------------------------- | --- | --- | --- | --- | --- | --- | --- |
| 1956 | Elvis Presley / Rock ’n’ Roll (nur UK) RCA Victor LPM-1254            | — | — | — | UK1 Silber · (20 Wo.)UK | US1 Platin · (48 Wo.)US | — | Erstveröffentlichung: 23. März 1956; 1959 in UK erneut auf Platz 4, 1972 erneut auf Platz 34 Platz 56 der Rolling-Stone-500 |
| 1956 | Elvis / Rock ’n’ Roll No. 2 (nur UK) RCA Victor LPM-1382              | DE31 (5 Mt.)DE | — | — | UK3 (20 Wo.)UK | US1 (32 Wo.)US | — | Erstveröffentlichung: 19. Oktober 1956 (nicht mit dem gleichnamigen Album von 1973 zu verwechseln) in DE erst 1965 platziert; 1963 in UK erneut auf Platz 3 |
| 1957 | Elvis’ Christmas Album RCA Victor LOC-1035                            | DE43 (4 Wo.)DE | AT41 (3 Wo.)AT | CH14 (4 Wo.)CH | UK2 (13 Wo.)UK | US1 ×3Dreifachplatin + Diamant · (17 Wo.)US | Country7 (… Wo.)Country | Erstveröffentlichung: 15. Oktober 1957; 1971 in UK erneut auf Platz 7; in US von 1960 bis 1985 mehrfach erneut in den Charts; in DE erst 2021, in AT und CH erst 2022 in den Charts; in den Country-Charts erst 2024 in den Charts Original 1957: 3× Platin, Version 1970: Diamant |
| 1960 | Elvis Is Back! RCA Victor LSP-2231                                    | — | — | — | UK1 (27 Wo.)UK | US2 Gold · (57 Wo.)US | — | Erstveröffentlichung: 8. April 1960 |
| 1960 | His Hand in Mine RCA Victor LSP-2328                                  | — | — | — | UK3 (25 Wo.)UK | US13 Platin · (20 Wo.)US | Country7 (26 Wo.)Country | Erstveröffentlichung: 10. November 1960 in den US-Country-Charts erst 1977 platziert |
| 1961 | Something for Everybody RCA Victor LSP-2370                           | — | — | — | UK2 (18 Wo.)UK | US1 Gold · (25 Wo.)US | — | Erstveröffentlichung: 17. Juni 1961 |
| 1962 | Pot Luck RCA Victor LSP-2523                                          | DE7 (4 Mt.)DE | — | — | UK1 (25 Wo.)UK | US4 (31 Wo.)US | — | Erstveröffentlichung: 5. Juni 1962 |
| 1967 | How Great Thou Art RCA Victor LSP-3758                                | — | — | — | UK11 (14 Wo.)UK | US18 ×3Dreifachplatin · (29 Wo.)US | Country7 (28 Wo.)Country | Erstveröffentlichung: 27. Februar 1967 in den US-Country-Charts erst 1977 platziert |
| 1969 | Elvis Sings Flaming Star RCA Camden CAK-2304                          | — | — | — | UK2 (14 Wo.)UK | US96 Platin · (16 Wo.)US | — | Erstveröffentlichung: März 1969 |
| 1969 | From Elvis in Memphis RCA Victor LSP-4155                             | DE14 (4 Mt.)DE | — | — | UK1 (14 Wo.)UK | US13 Gold · (34 Wo.)US | Country2 (34 Wo.)Country | Erstveröffentlichung: 17. Juni 1969 Platz 190 der Rolling-Stone-500 |
| 1970 | Let’s Be Friends RCA Camden CAS-2408                                  | — | — | — | — | US105 Platin · (11 Wo.)US | — | Erstveröffentlichung: April 1970 |
| 1970 | Almost in Love RCA International INTS 1206 (UK)                       | — | — | — | UK38 (2 Wo.)UK | US65 Platin · (18 Wo.)US | — | Erstveröffentlichung: November 1970 |
| 1970 | Back in Memphis RCA LSP-4429                                          | — | — | — | — | US183 (3 Wo.)US | — | Erstveröffentlichung: November 1970 identisch mit der zweiten LP des Doppelalbums From Memphis to Vegas / From Vegas to Memphis (RCA Victor LSP-6020) |
| 1971 | Elvis Country (I’m 10,000 Years Old) RCA Victor LSP-4460              | — | — | — | UK6 (9 Wo.)UK | US12 Gold · (21 Wo.)US | Country6 (26 Wo.)Country | Erstveröffentlichung: 2. Januar 1971 |
| 1971 | Love Letters from Elvis RCA Victor LSP-4530                           | — | — | — | UK7 (5 Wo.)UK | US33 (15 Wo.)US | Country12 (12 Wo.)Country | Erstveröffentlichung: 16. Juni 1971 |
| 1971 | Elvis Sings the Wonderful World of Christmas RCA Victor LSP-4579      | — | — | — | — | US— ×3DreifachplatinUS | Country13 (7 Wo.)Country | Erstveröffentlichung: 20. Oktober 1971; 1972 und 1973 Platz 1 der US-Christmas-Charts in den US-Country-Charts erst 1978 platziert |
| 1972 | Elvis Now RCA Victor LSP-4671                                         | — | — | — | UK12 (8 Wo.)UK | US43 Gold · (19 Wo.)US | Country45 (2 Wo.)Country | Erstveröffentlichung: 20. Februar 1972 |
| 1972 | He Touched Me RCA Victor LSP-4690                                     | — | — | — | UK38 (3 Wo.)UK | US79 Platin · (10 Wo.)US | Country32 (6 Wo.)Country | Erstveröffentlichung: April 1972 Grammy (Gospel/Inspirational) |
| 1973 | Elvis RCA Victor APL1-0283                                            | — | — | — | UK16 (4 Wo.)UK | US52 ×5Fünffachplatin · (13 Wo.)US | Country8 (14 Wo.)Country | Erstveröffentlichung: Juli 1973 nicht mit dem gleichnamigen Album von 1956 zu verwechseln |
| 1973 | Raised on Rock / For Ol’ Times Sake RCA Victor APL1-0388              | — | — | — | — | US50 (13 Wo.)US | — | Erstveröffentlichung: 1. Oktober 1973 |
| 1974 | Good Times RCA Victor APL1-0475                                       | — | — | — | UK42 (1 Wo.)UK | US90 (8 Wo.)US | Country5 (14 Wo.)Country | Erstveröffentlichung: 20. März 1974 |
| 1975 | Promised Land RCA Victor APL1-0873                                    | — | — | — | UK21 (4 Wo.)UK | US47 (12 Wo.)US | Country1 (25 Wo.)Country | Erstveröffentlichung: 8. Januar 1975 |
| 1975 | Today RCA Victor APL1-1039                                            | — | — | — | UK48 Silber · (3 Wo.)UK | US57 (13 Wo.)US | Country4 (37 Wo.)Country | Erstveröffentlichung: 7. Mai 1975 |
| 1976 | From Elvis Presley Boulevard, Memphis, Tennessee RCA Victor APL1-1506 | — | — | — | UK29 (5 Wo.)UK | US41 Gold · (17 Wo.)US | Country1 (27 Wo.)Country | Erstveröffentlichung: 1. Mai 1976 1977 in UK erneut auf Platz 38 |
| 1977 | Moody Blue RCA Victor AFL1-2428                                       | DE19 (2 Mt.)DE | AT20 (1 Mt.)AT | — | UK3 (15 Wo.)UK | US3 ×2Doppelplatin · (31 Wo.)US | Country1 (41 Wo.)Country | Erstveröffentlichung: 19. Juli 1977 |

grau schraffiert: keine Chartdaten aus diesem Jahr verfügbar

## Filmografie
Presley wirkte in 31 Spielfilmen mit, davon in 30 als Hauptdarsteller, am häufigsten unter der Regie von Norman Taurog. 1970 und 1972 entstanden zwei Dokumentarfilme über ihn. Darüber hinaus erschienen drei TV-Specials (1968, 1973, 1977).

### Spielfilme
- 1956: Pulverdampf und heiße Lieder (Love Me Tender)
- 1957: Gold aus heißer Kehle (Loving You)
- 1957: Jailhouse Rock – Rhythmus hinter Gittern (Jailhouse Rock)
- 1958: Mein Leben ist der Rhythmus (King Creole)
- 1960: Café Europa (G.I. Blues)
- 1960: Flammender Stern (Flaming Star)
- 1961: Lied des Rebellen (Wild in the Country)
- 1961: Blaues Hawaii (Blue Hawaii)
- 1962: Ein Sommer in Florida (Follow That Dream)
- 1962: Kid Galahad – Harte Fäuste, heiße Liebe (Kid Galahad)
- 1962: Girls! Girls! Girls!
- 1963: Ob blond, ob braun (It Happened at the World’s Fair)
- 1963: Acapulco (Fun in Acapulco)
- 1964: Tolle Nächte in Las Vegas (Viva Las Vegas)
- 1964: Die wilden Weiber von Tennessee (Kissin’ Cousins)
- 1964: König der heißen Rhythmen (Roustabout)
- 1965: Kurven-Lilly (Girl Happy)
- 1965: Cowboy-Melodie (Tickle Me)
- 1965: Verschollen im Harem (Harum Scarum)
- 1966: Frankie und Johnny (Frankie and Johnny)
- 1966: Südsee-Paradies (Paradise Hawaiian Style)
- 1966: Sag niemals ja (Spinout)
- 1967: Zoff für zwei (Double Trouble)
- 1967: Seemann, ahoi! (Easy Come, Easy Go)
- 1967: Nur nicht Millionär sein (Clambake)
- 1968: Harte Fäuste, heiße Lieder (Stay Away Joe)
- 1968: Speedway
- 1968: Liebling, lass das Lügen (Live a Little, Love a Little)
- 1969: Charro!
- 1969: Immer Ärger mit den Mädchen (The Trouble With Girls)
- 1969: Ein himmlischer Schwindel (Change of Habit)

### Konzertfilme
- 1970: Elvis – That’s the Way It Is (2001 von Rick Schmidlin überarbeitet)
- 1972: Elvis on Tour

### TV-Specials
- 1968: ELVIS – NBC TV-Special (wurde später als The '68 Comeback Special bekannt)
- 1973: Aloha from Hawaii via Satellite
- 1977: Elvis in Concert

### Filme über Elvis Presley

#### Spielfilme
- 1979 entstand unter der Regie von John Carpenter der Fernsehfilm Elvis – The King, in dem der Schauspieler Kurt Russell die Rolle des Musikers übernahm.
- In der zweiteiligen Filmbiografie Elvis aus dem Jahr 2005 spielte Jonathan Rhys Meyers die titelgebende Hauptrolle.
- 2022 wurde das Leben Presleys von Baz Luhrmann erneut als Elvis mit Austin Butler und Tom Hanks in den Hauptrollen verfilmt. Hauptaugenmerk wurde hier auf das Verhältnis Presleys zu seinem Manager Colonel Parker gelegt.
- Basierend auf der Biografie Elvis and Me verfilmte Sofia Coppola 2023 die Beziehung Presleys zu Priscilla Presley unter dem Titel Priscilla. Presley wird hier von Jacob Elordi dargestellt, seine Frau von Cailee Spaeny.

#### Dokumentarfilme
- 1972: Elvis on Tour
- Elvis - Ein amerikanischer Tod auf YouTube (1978 (Regie: Horst Königstein); Laufzeit: 46:47).
- 1981: This Is Elvis
- Elvis Presley - Das Idol einer Generation auf YouTube (2012; Laufzeit: 47:13).
- Elvis und Priscilla - Der King und das Mädchen auf YouTube (2014 (NDR); Laufzeit: 43:13).
- 2024: Die Rückkehr des Kings: Der Aufstieg und Fall von Elvis Presley (Netflix)

#### Mockumentarys, Komödien und Parodien
- Elvis und der Präsident (1997; Originaltitel: Elvis Meets Nixon)
- Heartbreak Hotel (1988)
- Bubba Ho-Tep (2002)
- Elvis & Nixon (2016)
- Elvis XXX – A Porn Parody (2011)

## Hobbys, Interessen und politisches Engagement
Neben Gospel und Rock ’n’ Roll mochte Presley auch einige Arten der Country-Musik und hier vor allem den Stil von Marty Robbins und Chet Atkins.
Zu seinen Lieblingsschauspielern gehörten Marlon Brando und James Dean, deren Stil Presley in seinen Filmen nachzuahmen suchte.
Sein Lieblingssport in jungen Jahren war American Football, den er in seiner Jugend in Memphis häufig und gelegentlich noch während seiner Armeezeit in Bad Nauheim praktizierte. Seine Lieblingsmannschaft waren die Cleveland Browns, bei denen sein Freund Gene Hickerson, mit dem er in gemeinsamen Jugendtagen in Memphis Football gespielt hatte, von 1957 bis zu seinem Karriereende 1973 unter Vertrag stand.
Eine mindestens ebenso große Leidenschaft entwickelte Presley während seiner Armeezeit für Karate und nahm zu jener Zeit Unterricht bei Jürgen Seydel, der damals als der Karatepionier in Deutschland galt.
Am 21. Dezember 1970 hatte Presley ein Treffen mit Präsident Richard Nixon im Weißen Haus, bei dem er seinen Patriotismus zum Ausdruck brachte und erklärte, er glaube, die Hippies erreichen zu können, um so bei der Bekämpfung der Drogenkultur zu helfen. Nixon, der die Begegnung unangenehm fand, drückte seine Überzeugung aus, dass Presley jungen Menschen eine positive Botschaft senden könne und dass es daher wichtig sei, dass er „seine Glaubwürdigkeit behalte“. Presley sagte zudem gegenüber Nixon, dass er die Lieder der Beatles als Trend des Antiamerikanismus betrachte. Elvis sammelte als Hobby Marken und Aufnäher der Polizeien. Gegenüber Nixon bat er darum, das Insignium des Bureau of Narcotics and Dangerous Drugs zu erhalten.
Elvis hielt mehrere Pferde in Graceland, und Pferde blieben wichtig für das Graceland-Anwesen über Elvis’ Leben hinaus. Eine ortsansässige ehemalige Lehrerin kümmerte sich Jahrzehnte um die Pferde und ritt sie gemeinsam mit Priscilla Presley, mit der sie die Leidenschaft fürs Reiten teilte. Laut Priscilla schenkte Elvis ihr das erste Pferd zu Weihnachten. Das Pferd Palomino Rising Sun war Elvis’ Lieblingspferd; es wurden Fotoaufnahmen von Elvis auf diesem Pferd gemacht. Auf die Frage, was er macht, um sich zu entspannen, hatte Elvis in einem Interview gesagt, dass er viel liest und reitet. Sein Friseur und enger Bekannter Larry Geller erklärte außerdem in einem Interview einige Jahre nach Elvis’ Tod, dass dieser zur Entspannung gerne mit Geller in einen Self-Realization-Park in Pacific Palisades ging. Da die Menschen dort, so wie Elvis selbst, die Ruhe suchten und meditierten, ließen sie ihn in Ruhe, obwohl sie ihn erkannten. Zwei seiner mit ihm befreundeten Securitys gaben an, dass sie gemeinsam viel Sport und andere Sendungen im Fernsehen geschaut haben, aber Elvis auch oft „sein Gesicht für ein oder zwei Wochen nicht gezeigt habe“, sondern die Zeit in seinem Schlafzimmer verbrachte. In seinen letzten Lebensjahren seien aus den Wochen in den Schlafzimmern wechselnder Hotels gefühlt Monate geworden, in denen er für sich blieb.

## Liebschaften
Presleys Image als Sexsymbol wurde durch Berichte über seine Affären mit verschiedenen Hollywoodstars und -starlets gestärkt: berichtet wurde von Natalie Wood in den 1950er Jahren über Connie Stevens und Ann-Margret in den 1960er Jahren bis hin zu Candice Bergen und Cybill Shepherd in den 1970er Jahren. June Juanico aus Memphis, eine von Presleys frühen Freundinnen, beschuldigte den Manager Tom Parker später, Elvis ermutigt zu haben, seine Dating-Partner mit Blick auf die Öffentlichkeit auszuwählen. Presley fühlte sich jedoch laut einer Elvis-Biografin in der Hollywood-Szene nie wohl, und die meisten dieser Beziehungen seien substanzlos und nicht von Dauer gewesen.

## Wohnorte
Elvis Presley wechselte im Lauf seines Lebens mehrmals seinen Hauptwohnsitz: in den frühen Jahren innerhalb des Bundesstaates Mississippi und ab den späten 1940er Jahren bis zu seinem Lebensende in Tennessee. Darüber hinaus unterhielt er mehrere Zweitwohnsitze in den Vereinigten Staaten und kurzfristig auch einen in der hessischen Kurstadt Bad Nauheim.

### Biografien
- Bill E. Burk: Early Elvis – The Tupelo Years. Propwash Publishing, 1995, ISBN 1-879207-50-8 (englisch).
- Bill E. Burk: Early Elvis – The Humes Years. Red Oak Press, 1990, ISBN 0-9625604-0-5 (englisch).
- Bill E. Burk: Early Elvis – The Sun Years. Propwash Publishing, 1997, ISBN 1-879207-51-6 (englisch).
- Elaine Dundy: Elvis und Gladys. MacMillan, 1985, ISBN 0-02-553910-8 (englisch).
- Peter Guralnick: Last Train to Memphis – Elvis Presley, Sein Aufstieg 1935–1958. Bosworth Music, 2005, ISBN 3-86543-096-1.
- Peter Guralnick: Careless Love – Der Abgesang 1959–1977. Bosworth Music, 2006, ISBN 3-86543-107-0.
- Marc Hendrickx: Elvis A. Presley – die Musik, der Mensch, der Mythos. Hannibal-Verlag, 2003, ISBN 3-85445-226-8.
- Ernst Mikael Jørgensen: Elvis Presley: A Life in Music. St. Martin’s Press, 1998, ISBN 0-312-18572-3.
- Ernst Mikael Jørgensen, Peter Guralnick: Elvis Day by Day. The Definitive Record of His Life and Music. Ballantine Books, 1999.
- Ernst Mikael Jørgensen: Elvis Presley. A Boy From Tupelo. The Complete 1953–1955 Recordings. Boxset mit umfangreicher Buchpublikation und CDs. Follow That Dream Records/FTD Books, 2012.
- Mike E. Rodger: Elvis Presley. Eine Biographie. Rautenberg, Leer 1976, ISBN 3-7921-0176-9.

### Einzelaspekte Biografie und Karriere
- Steve Binder: 68 at 40 Retrospective. JAT Productions, Chicago 2008.
- Douglas Brode: Elvis Cinema and Popular Culture. McFarland & Company, 2006.
- Louis Cantor: Dewey and Elvis. The Life And Times Of A Rock ’n’ Roll Deejay. University of Illinois Press, Urbana/Chicago 2005.
- Classic Albums – Elvis Presley. DVD 2001 (Regisseur Jeremy Marre).
- Heinrich Detering: Der Schamane in Las Vegas: Elvis als Serienheld (1969–1977). In: Populäre Serialität: Narration – Evolution – Distinktion. Zum seriellen Erzählen seit dem 19. Jahrhundert. Hrsg. v. Frank Kelleter. Bielefeld: transcript Verlag, 2012.
- Björn Eckerl: Elvis im Kino: Was wir von Elvis-Filmen über Elvis und das Kino lernen können. Stroemfeld Verlag, 2011.
- Tommy Edvardsen, Atle Simen Larsen: Elvis Presley Fashion For A King. Flaming Star and FTD Books/Follow That Dream Records, 2011.
- Armin Gugau, Bernhard Lübbers: Elvis Presley in Hirschau in der Oberpfalz 1960, Verhandlungen des Historischen Vereins für Oberpfalz und Regensburg|Band 160, Regensburg 2020,ISSN=0342-2518, S. 317–336
- Peter Guralnick: I Don’t Sound Like Nobody. The Music Of Elvis Presley. Essay In: Begleitbuch zu The Complete Elvis Presley Masters. Limited Edition, 2010.
- Peter Heigl: Sergeant Elvis Presley in Grafenwöhr. englisch-/deutsch-sprachige Ausgabe, Buch & Kunstverlag Oberpfalz, Amberg 2007.
- He Touched Me. The Gospel-Music of Elvis Presley. DVD-Dokumentation Coming Home Music 2000.
- Michael A. Hoey: Elvis’ Favorite Director: The Amazing 52-Year Career of Norman Taurog. BearManor Media, 2013.
- Ernst Mikael Jørgensen, Erik Rasmussen, Johnny Mikkelsen: Reconsider Baby. The Definite Elvis Sessionography 1954–1977. Pierian Press 1986.

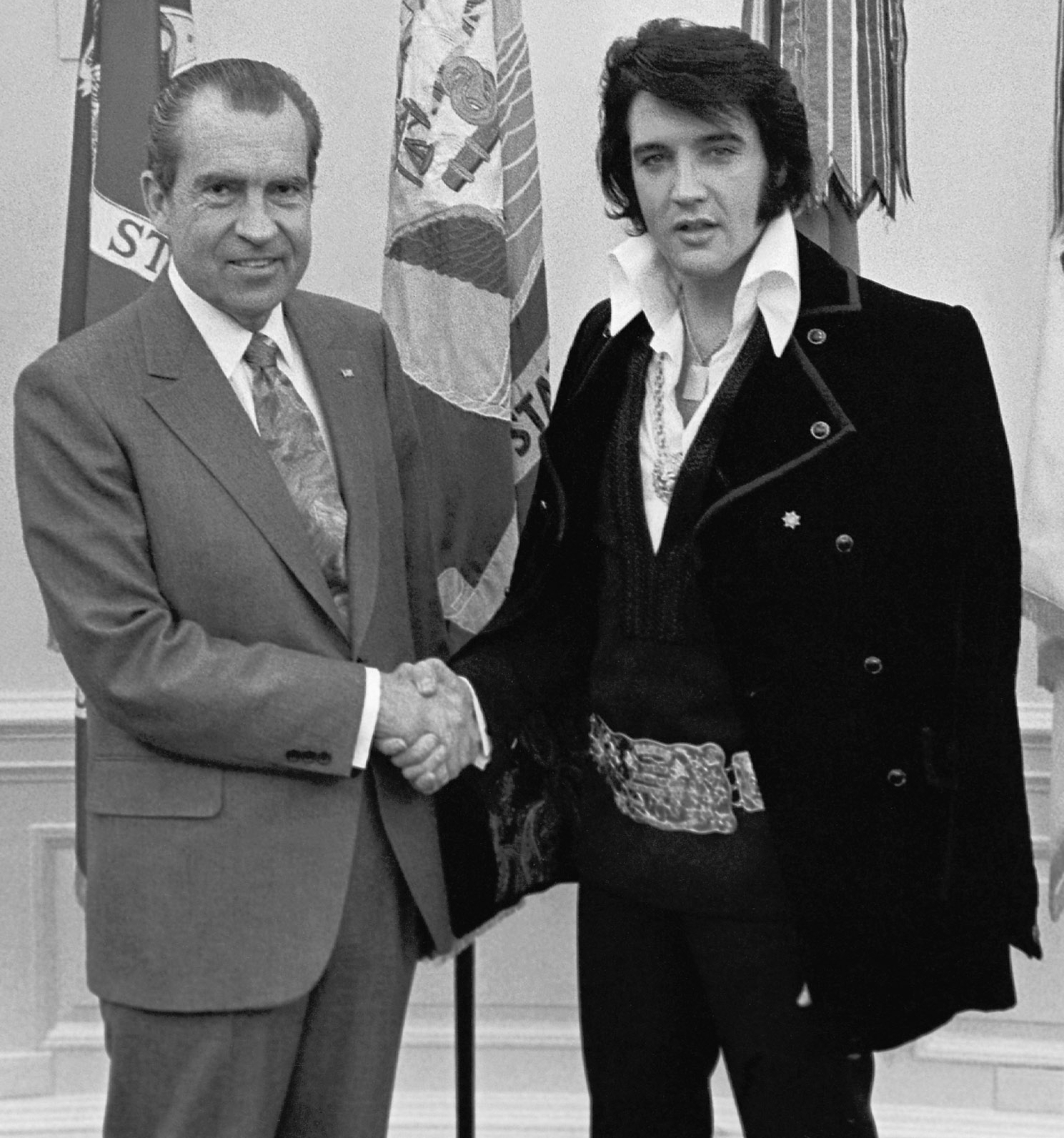
Elvis und US-Präsident Richard Nixon im Dezember 1970

- Elvis und US-Präsident Richard Nixon im Dezember 1970Egil Krogh: The Day Elvis Met Nixon. Pejam Pr, 1994.[276]
- James L. Neibaur: The Elvis Movies. Rowman & Littlefield 2014.
- Jerry Osborne: Elvis Word for Word. Random House, New York 2000.
- Helmut Radermacher, Peter Osteried: Das große Elvis Presley Filmbuch. Hille, 2010.
- Michael Rose: Elvis: Return To Tupelo. DVD-Dokumentation, 2009.
- Ken Sharp: Elvis Presley, Writing for the King. Dänemark, FTD Books 2006.
- Ken Sharp: Elvis '69. The Story of the King’s Return to the Concert Stage. 2009.
- Paul Simpson: The Rough Guide To Elvis. 2002.
- Paul Simpson: Elvis Films FAQ: All That’s Left to Know About the King of Rock ’n’ Roll in Hollywood. Applause Theatre & Cinema Books, 2013.
- Joseph A. Tunzi: Elvis Concerts. JAT Publishing 2008.
- Stein Erik Skar: Elvis The Concert Years 1969–1977. Norwegen 1997.
- Alfred Wertheimer: Elvis mit 21: Von New York nach Memphis. Schwarzkopf & Schwarzkopf, Berlin 2006, ISBN 3-89602-726-3.
- Joel Whitburn’s Top Pop Singles: Chart Data Compiled From Billboard’s Pop Singles Charts, 1955–2008, and Bubbling Under The Hot 100 Charts, 1959–2008. 12. Ausgabe, Record Research 2009.
- Joel Whitburn: Presents Top Pop Albums, Chart Data Compiled From Billboards Pop Album Charts 1955–2009 and Bubbling Under The Top Pop Album Charts 1970–1985. 7. Auflage. Record Research 2010.
- Joel Whitburn: Presents Billboard Top Adult Songs 1961–2006. Record Research 2007.
- Joel Whitburn: Presents Hot Country Songs Billboard 1944–2008. Record Research 2008.
- Adam Victor: The Elvis Encyclopaedia. Overlook/Duckworth/Peter Mayer Publishers 2008.
- Daniel Wolff: Elvis in the Dark, The Threepenny Review. no. 79 (Autumn 1999), S. 31–33.

### Musik- und kulturhistorische Bedeutung
- Michael T. Bertrand: Race, Rock And Elvis. How A White Take On Black Sounds Revolutionized Race Relations. University Of Illinois Press, Chicago / Illinois 2005, ISBN 0-252-02586-5.
- Thomas C. Carlson: Bit Parts: Dismembering Elvis in Recent Hollywood Films. In: Film Criticism. Vol. 24, 1999.
- Robert Christgau: The King & I. In: Village Voice. 10. Juni 1997.
- Susan M. Doll: Elvis for Dummies. Wiley Publishing, 2009.
- Susan M. Doll: Understanding Elvis. Southern Roots vs. Star Image. Garland Publishing, 1998.
- Will Friedwald: Rock ’n’ Roll: Elvis Presley (1935–1977). In: A Biographical Guide to the Great Jazz and Pop Singers. Pantheon, New York 2010, S. 795–802.
- Simon Frith: Wise Men Say: Elvis Presley. In: Alan Grayson, Spencer Leigh (Hrsg.): Aspects of Elvis: Trying to Get to You. Sidgwick & Jackson, 1994, S. 275–287.
- Charles Hamm: Elvis, A Review. In: Putting Popular Music In Its Place. Cambridge University Press, 1995, S. 131 ff.
- Greil Marcus: Dead Elvis. Die Legende lebt. Hannibal Verlag, 1997.
- Greil Marcus: Mystery Train: Images of America in Rock ’n’ Roll Music. 5. Auflage. 2008.
- Dave Marsh: Elvis. Omnibus Press, 1992.
- Richard Middleton: All Shook Up? Innovation and Continuity in Elvis Presley’s Vocal Style. In: Kevin Quain: The Elvis Reader. St. Martin’s Press, New York 1992, S. 3–12.
- Georges Plasketes: Images of Elvis Presley in American Culture, 1977–1997, The Mystery Train. The Haworth Press, 1992.
- Henry Pleasants: The Great American Popular Singers. Simon & Schuster, New York 1974.
- Gilbert B. Rodman: Elvis After Elvis: The Posthumous Career of a Living Legend. Routledge, 1996.
- Robert Matthew Walker: Elvis Presley. A Study in Music. Midas Books, 1979.

### Veröffentlichungen von Wegbegleitern
- Ginger Alden: Elvis and Ginger: Elvis Presley’s Fiancée and Last Love Finally Tells Her Story. Berkley, 2014.
- Dick Grob: The Elvis Conspiracy. Fox Reflections Pub, 1995.
- Charlie Hodge, Charles Goodman: Me’n Elvis, Castle Books, Memphis/Tennessee, 1984.
- June Juanico: Elvis In The Twilight of Memory. Arcade Publishing, 1997.
- George Klein: My Best Man: Radio Days, Rock ’n’ Roll Nights, and My Lifelong Friendship with Elvis Presley. Crown, 2010.
- Scotty Moore (mit James L. Dickerson): That’s Alright, Elvis. The Untold Story of Elvis’s First Guitarist and Manager, Scotty Moore. Schirmer Trade Books, 1997.
- Alanna Nash, Billy Smith, Marty Lacker, Lamar Fike: Elvis Aaron Presley, Revelations from the Memphis Mafia. Harpercollins, 1995.
- George Nichopoulos: The King and Dr. Nick. What Really Happened to Elvis and Me. Thomas Nelson, 2009.
- Ed Parker: Inside Elvis. Ballantine Books, 1978.
- Priscilla Presley, Lisa Marie Presley: Elvis by the Presleys. 2005.
- Priscilla Presley: Elvis und ich / Elvis and me. 1985.
- Jerry Schilling: Me and a Guy Named Elvis. Gotham Books, 2006.
- Linda Thompson: A Little Thing Called Life, 2016.
- Red West, Sonny West, Dave Hebler (mit Steve Dunleavy): Elvis, What Happened? Ballantine Books, New York 1977, ISBN 978-0-345-27215-7.
- Kathy Westmoreland, William G. Quinn: Elvis und Kathy. Glendale House, 1987.
- Anita Wood (mit Jonnita Brewer Barrett): Once Upon A Time – Elvis And Anita. Memories of My Mother. Theoklesia LLC, 2012.